# Буковый лес

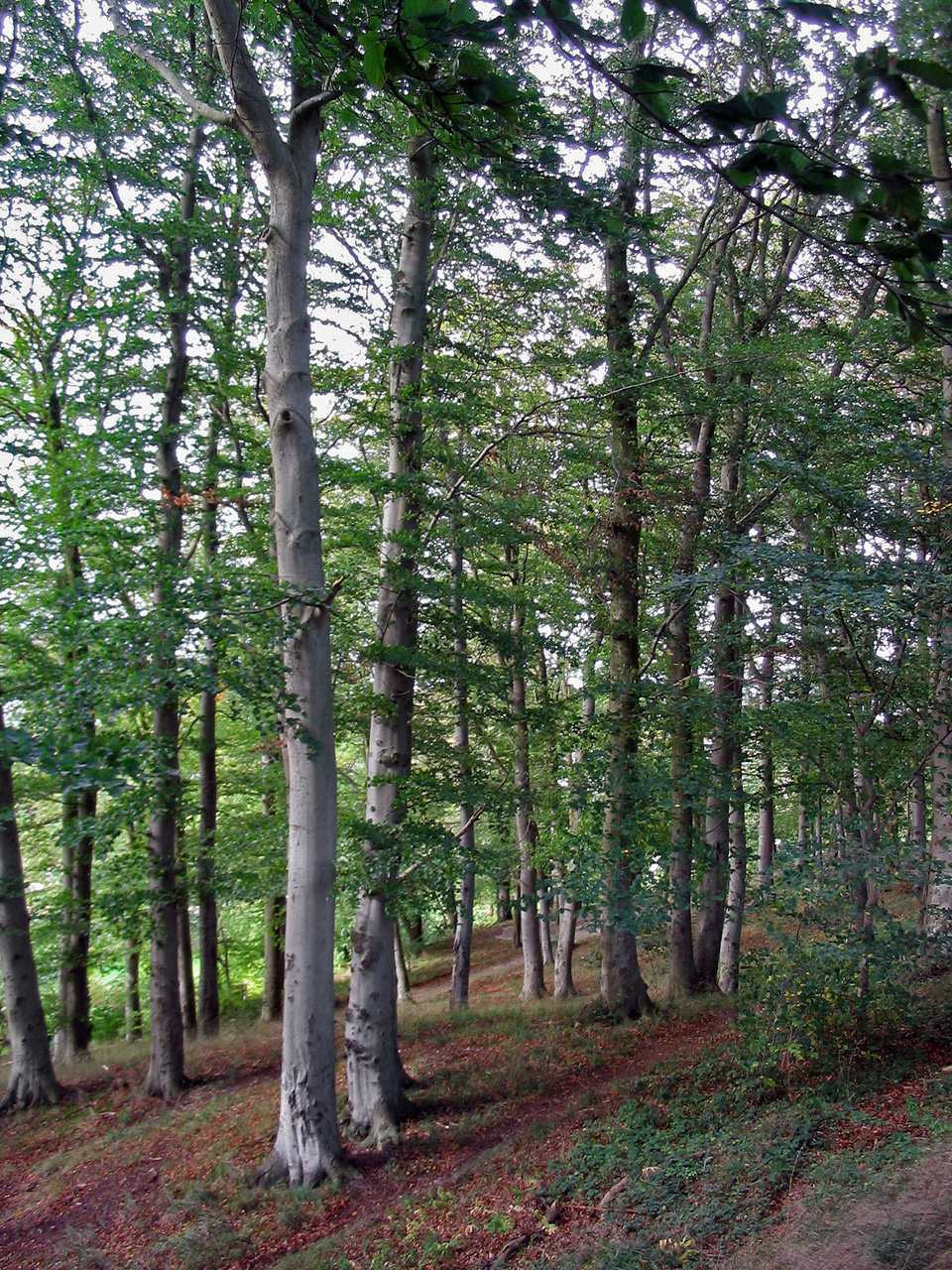
Буковый лес

Бу́ковый лес — лес с преобладанием бука.
Бук является основной лесообразующей породой европейских лесов. Он чаще других широколиственных пород образует чистые древостои, а также входит в состав смешанных древостоев с темнохвойными и другими широколиственными породами, образуя в них второй ярус. Бук европейский в Европе формирует собственную зону буковых лесов, занимающую как равнинные местности, так и горные; в горах буковые леса часто служат верхней границей горного лесного пояса. Ареал бука определяется климатическими и почвенными условиями. Если в центре своего ареала он не имеет конкурентов со стороны других древесных пород, то при приближении к его границам уступает свои позиции грабу, дубу, хвойным породам. Бук европейский произрастает на территории Европы от Великобритании, северной части Испании на западе до Калининградской области, Польши, западной части Украины, южной части Крыма на востоке и от юга Норвегии и Швеции на севере до северной части Сицилии, Средней Албании, Греции на юге.
На крутых горных склонах буковые леса имеют большое почвозащитное и водоохранное значение. В лесоводстве бук ценится как лесообразующая, климаторегулирующая и почвоулучшающая порода. Буковый лес оказал большое влияние на культуру народов, населяющих Европу. Его эстетическое воздействие ценится и в настоящее время: в буковых лесах построены многие санатории и дома отдыха.
В прошлом буковые леса в Европе занимали обширную территорию. В результате хозяйственной деятельности человека они большей частью были истреблены. Если раньше на месте вырубленных буковых лесов производились посадки других видов деревьев, то в настоящее время лесоводы возвращаются к их восстановлению из-за большой ценности этого вида леса. Естественные буковые леса охраняются на территории многих стран Европы.

## Название
Используются следующие названия:
- буковый лес — в биологии, на территории Молдовы и Подолии[2];
- букняк — в экологии, геоботанике, почвоведении[3];
- бучина (Fagetum) — в лесоводстве, на территории Чехии и Польши[2];
- буковина — на территории Польши, Молдовы и Подолии[2];

В Толковом словаре В. И. Даля приводятся ещё названия: буковая роща, буковник.

## Почвы и отношение к влаге
По требованиям к почве бук относится к мезотрофам и даже мегатрофам:105, а по требованию к влаге — к мезофитам:85. Почвы в местах произрастания бука европейского на равнинах — бурые лесные, в горах — с признаками оподзоливания. Значительно реже буковые леса развиваются на серых лесных почвах:411. Растёт бук также на кислых и известковых почвах, на лёссовых парабурозёмах. На склонах с мелким почвенным слоем имеют место массовые ветровалы. Бук не растёт на застойно увлажнённых и переувлажнённых почвах. Он не выносит даже весеннего затопления:81. Не растёт бук и на лёгких песчаных почвах и сухих склонах. Наилучшего развития буковые леса достигают на плодородных, богатых минеральными веществами почвах:29. Бук испытывает высокую потребность в кальции, поэтому он лучше всего растёт на известковых почвах и не растёт на выщелоченных почвах в приатлантических областях. А по содержанию зольных элементов бук стоит на четвёртом месте после акации белой, вяза и ясеня:105.
Чистые буковые леса требуют большего плодородия почвы нежели смешанные с другими породами, так как потребность в одних и тех же минеральных веществах у разных пород деревьев в разное время года неодинаковая. Например, пихта испытывает сильную потребность в азоте весной, до распускания листьев у бука, и умеренную осенью, после опадения его листвы. Бук испытывает умеренную потребность в азоте с конца весны до начала лета и сильную с начала лета до начала осени. Поэтому эти две породы в отношении азота не являются конкурентами, а азот используется более равномерно:133—134. Бук по своему влиянию на химизм почвы занимает промежуточное положение между елью и пихтой. Под ельниками образуются подзолистые почвы, а под пихтарниками бурые лесные почвы. Поэтому пихта и ель, а также пихта и бук по своему влиянию на почву дополняют друг друга. Не случайно наиболее продуктивными в Карпатах считаются елово-пихтово-буковые древостои. Чистые древостои образуются при недостатке или избытке каких-либо веществ в почве:104, а также когда какие-то другие условия отличаются своей односторонностью, исключительностью (сухой или холодный климат, сухие или с избытком влаги почвы и так далее):286. Влияние бука на почву зависит и от климатических условий. Например, в некоторых типах влажных буковых лесов Карпат наблюдается довольно сильное оподзоливание почв, которое вызвано жизнедеятельностью самого бука. При определённых условиях оно ведёт к прекращению возобновления бука и замене букового леса еловым.
Бук требователен к высокому содержанию влаги в атмосферном воздухе:77. В горах по мере подъёма температура уменьшается, а влажность увеличивается, поэтому буковые леса на севере ареала занимают равнины, а на юге растут только в горах. Буковый лес обладает способностью задерживать сравнительно небольшое количество осадков. Листва буковых деревьев в лесу пропускает под полог леса от 53,3 % до 68,9 % выпадающих осадков. Кроме того, по стволам буковых деревьев, обладающих гладкой корой, стекает до 21 % осадков. Общее количество задерживаемых осадков у бука в два раза меньше, чем у ели:190—191. По этой причине, а также из-за малого количества света, пропускаемого кронами буковых деревьев, влажность под пологом букового леса выше. Стекающие по стволам осадки способствуют тому, что бук менее других деревьев страдает от ударов молнии, так как электрический ток проходит по стекающей воде и уходит в землю:75.
Буковый лес, произрастающий в горах, увлажняет горы за счёт горизонтальных осадков, то есть осаждающихся на его листве и ветвях росы, намороси и измороси. Кроме того, он переводит поверхностный сток в грунтовый и повышает уровень грунтовых вод:86—87.
Мощная корневая система бука, основная масса которой располагается на глубине 70—80 см, препятствует размыванию почвы на горных склонах. Почва хорошо сохраняется и накапливается под буковыми лесами.

## Отношение к свету
Бук, являясь требовательной к плодородию почв древесной породой, в то же время обладает высокой теневыносливостью, а в молодом возрасте и значительным тенелюбием. По оценке по разным шкалам он ставится по теневыносливости на третье место, например, по шкале Медведева Я. С. — на третье после пихты и тисса:110:245, а по шкале Турского М. К. — на второе после пихты:117, по методу Визнера — на первое:246—247. Эти два свойства (требовательность к плодородию почвы и теневыносливость) работают в противоположном направлении при лесообразовании: большая требовательность к составу почвы приводит к созданию смешанных и сложных сообществ, большая же теневыносливость — к образованию чистых насаждений. В результате борьбы этих двух начал, наряду с некоторыми другими причинами, и образуются как чистые буковые леса, так и смешанные с такими теневыносливыми и требовательными к составу почвы породами, как пихта, ель и другие. Способность образовывать зональную растительность у бука связана прежде всего с его высокой теневыносливостью и большой продолжительностью жизни. Он вытесняет светолюбивые породы и образует связный покров, если этому не мешают другие факторы, снижающие его конкурентоспособность:296.
Буковые деревья, являясь широколиственными, сами создают тень. Из всех деревьев Центральной Европы бук образует самую густую крону:300. Освещённость в мёртвопокровном буковом лесу составляет по одним данным 5 %:411, по другим данным не более 2 % от освещённости на открытом месте. В таких условиях могут существовать только папоротники со слаборазвитыми осевыми органами, образующие только споры, мхи и водоросли:307. Меньшее количество получаемого тепла сказывается на температуре приземного слоя воздуха и почвы в лесу. В то же время в буковом лесу наблюдаются более плавное изменение температуры и бо́льшая влажность воздуха по сравнению с другими лесами:411. Буковый лес обладает наименьшей пропускной способностью физиологически активной радиации под полог леса среди лиственных пород, что создаёт наименее благоприятные условия для развития второго яруса:103:40. Отличия видового состава травянистого яруса букового леса от других типов леса определяются в первую очередь условиями освещения:307.

## Лесная подстилка и роль бука в почвообразовании

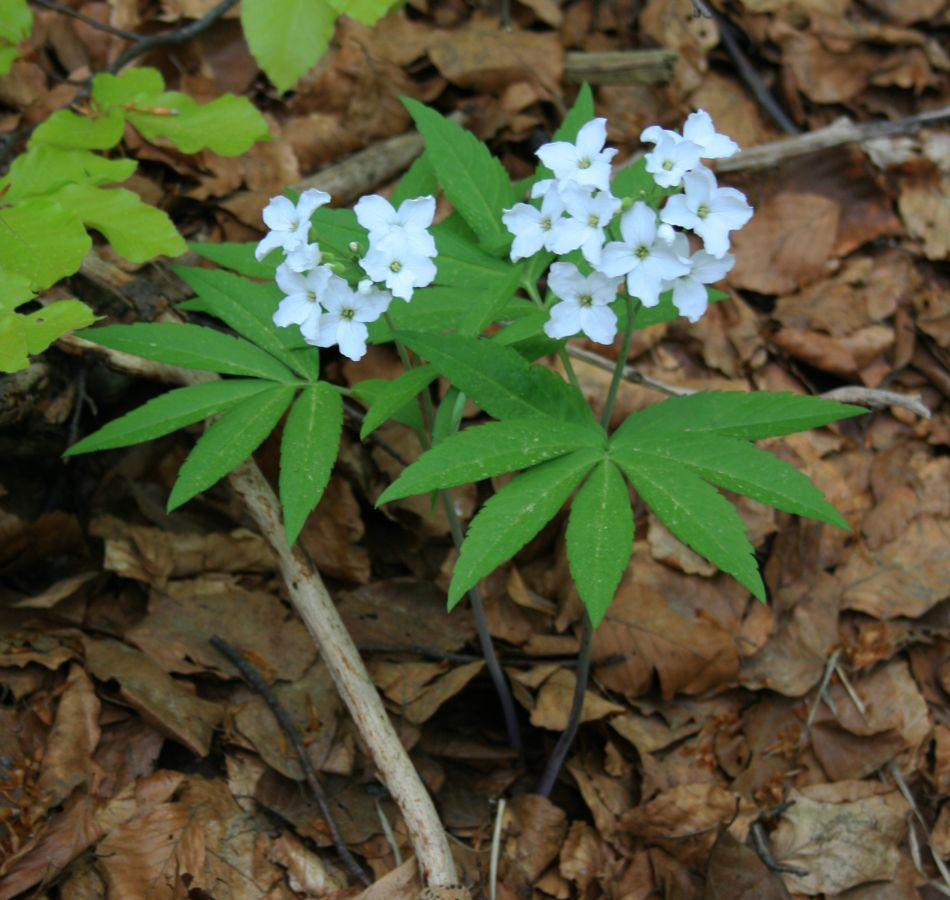
Сердечник семилистный (Cardamine heptaphylla) — типичный представитель весенней флоры букового леса среди листовой подстилки, Италия, Тоскана, Лукка, природный парк Альпы Апуане

Характерной чертой букового леса является мощный слой листовой подстилки:411. По количеству опада, то есть совокупности ежегодно опадающих листьев, веток, коры и прочего, буковые леса в России стоят на первом месте:306. По данным опытов немецкого учёного Эбермайера, проводившихся им на лесных опытных станциях в Баварии с 1866 года, количество подстилки в буковом лесу составляет 11 311 кг/га, а ежегодный опад листьев выражается в 4426 кг/га при сухом состоянии воздуха:220. Количество подстилки в два с половиной раза больше её ежегодного прироста. Такой большой слой подстилки препятствует образованию напочвенного мохового покрова. В то же время мох покрывает оголённые участки почвы у стволов деревьев, камни и сами стволы. Стекающие по стволам бука осадки имеют кислую реакцию (pH=4—4,5), а почва вокруг стволов обеднена известью, что создаёт благоприятные условия для произрастания мхов. У бука выявлено наименьшее содержание в опаде зольных элементов, меньший процент его разложения и меньшее значение pH по сравнению с другими деревьями:313.
Разлагающаяся листовая подстилка формирует почву, особенно её верхний слой. Листовой опад бука разлагается медленнее опада всех лиственных деревьев, период его распада составляет три года, причём медленнее всего разложение происходит в первую половину этого периода:317. Листовая подстилка бука медленно разлагается из-за малой воздухопроницаемости, при смешивании её с хвоёй, например, сосны подстилка получается более рыхлой и разлагается быстрее:114. Листья бука очень неохотно поедаются и перерабатываются сапрофагами:278. В то же время присутствие в древостое бука способствует гумификации лесной подстилки и преобразованию грубого гумуса в мягкий. Профессор Раманн объясняет это явление тем, что опавшие листья бука перемежаются с сосновой хвоёй и это делает подстилку более воздухопроницаемой:283. Поэтому в странах Западной Европы бук издавна называют врачом почвы, если он находится во втором ярусе сосняков. Это свойство используется лесоводами в процессе управления почвообразованием:323. В Германии после отрицательного опыта выращивания еловых лесов на месте буковых, приведших к обеднению почв, возвращаются к восстановлению коренных буковых лесов. В Карпатах из-за усиления процесса оподзоливания почв и развития корневой губки лесоводы также отказываются от выращивания монокультур и переходят к выращиванию лесов из бука и дуба с примесью явора, клёна остролистного, вяза и других пород:122. Опад бука характеризуется высоким содержанием в нём азота:116. Бук отрицательно реагирует на удаление подстилки, так как в этом случае выносится большое количество кальция и азота, содержащихся в ней и участвующих в круговороте минеральных веществ:287.
Бук, как и другие деревья, способен образовывать подстилку разных типов, как мягкий, так и грубый гумус. На богатых известью почвах, в условиях мягкого, влажного климата бук образует мягкий гумус, с нейтральной или слабо-кислой реакцией, богатый питательными веществами. Почва под ним рыхлая, пушистая. На более выщелоченных и бедных почвах, в условиях холодного и влажного климата, высоко в горах образуется более плотный и мощный слой подстилки, грубый гумус, с кислой реакцией, способствующий оподзоливанию почвы. Почва под такой подстилкой плотна. Свойства листовой подстилки меняются, если к буку примешиваются другие древесные породы:221—223:116. Свойства листовой подстилки определяют и видовой состав травяного покрова:316—317. В приатлантических областях, где для бука благоприятны только карбонатные почвы, буковые леса (в отличие от дубовых) из-за образования грубого гумуса быстро деградируют до верещатников.
Наиболее важной составляющей почвы для растений является азот. В лесной подстилке он содержится в виде органического вещества, а для возможности усвоения растениями он должен быть переработан микроорганизмами в неорганические соединения. Общее количество минерального азота больше в почвах с грубым гумусом, чем в муллевых бурозёмах. Это явление характерно только для самого верхнего слоя почвы. В почвах с грубым гумусом с увеличением глубины происходит резкое снижение содержания минерального азота, в почвах с мягким гумусом его содержание остаётся высоким вплоть до подпочвы:288.
Лесная подстилка из-за малой теплопроводности предохраняет почву от иссушения летом и от промерзания её зимой, она препятствует поверхностному стоку воды во время дождя и таяния снега, фильтруя воду, предотвращает почву от заиливания и способствует её рыхлости:88.

## Отношение к теплу
Бук европейский растёт в зоне умеренного, но относительно мягкого климата и стоит в ряду зимостойкости древесных пород перед тисом, то есть не отличается высокой зимостойкостью:48. Бук выдерживает кратковременное понижение температуры в зимний период до −30…−35 °C, но повреждается длительными морозами в −13…−23 °C. Особенно губительными для бука являются весенние заморозки. Поздние заморозки в −2…−5 °C убивают всходы и молодые листья бука. По другим данным поздневесенние заморозки в −0,5…−2,0 °C убивают листья и молодые побеги бука. Понижение температуры воздуха может отрицательно повлиять на цветки бука и повлечь за собой неурожай семян:50—52. Именно поздние заморозки определяют верхнюю границу распространения бука в горах, а недостаток тепла, особенно в почве, сдерживает распространение его на север. В восточном направлении распространению бука препятствуют, кроме недостатка тепла, сухость воздуха и ветры, вызывающие потерю влаги. После повреждения молодых листьев новые листья вырастают из спящих почек, но деревья при этом слабнут и не выдерживают конкуренции с другими породами. Если защитить растение от конкуренции в условиях ботанического сада, то бук может расти далеко за пределами своего ареала; так, он растёт в Киеве и южной Финляндии:323. В горах, где бук растёт на верхней границе распространения деревьев и не испытывает конкуренции со стороны других видов, при повреждении листьев поздними заморозками новые могут не успеть вырасти из-за короткого вегетационного периода. Это подтверждается данными экологических исследований Мюллера-Штолля по наблюдениям за буком на вершине Фельдберг в Шварцвальде:99. Те же явления наблюдаются в горах с ярко выраженным океаническим климатом: Южных Альпах и Апеннинах, в Крыму, на северном склоне Яйлы. На восточной границе ареала бук уступает свои позиции грабу:324, а там, где климат становится слишком сухим, — дубу черешчатому:300. Вегетационный период бука в Германии составляет 148—152 дня:49.

## Возобновление леса

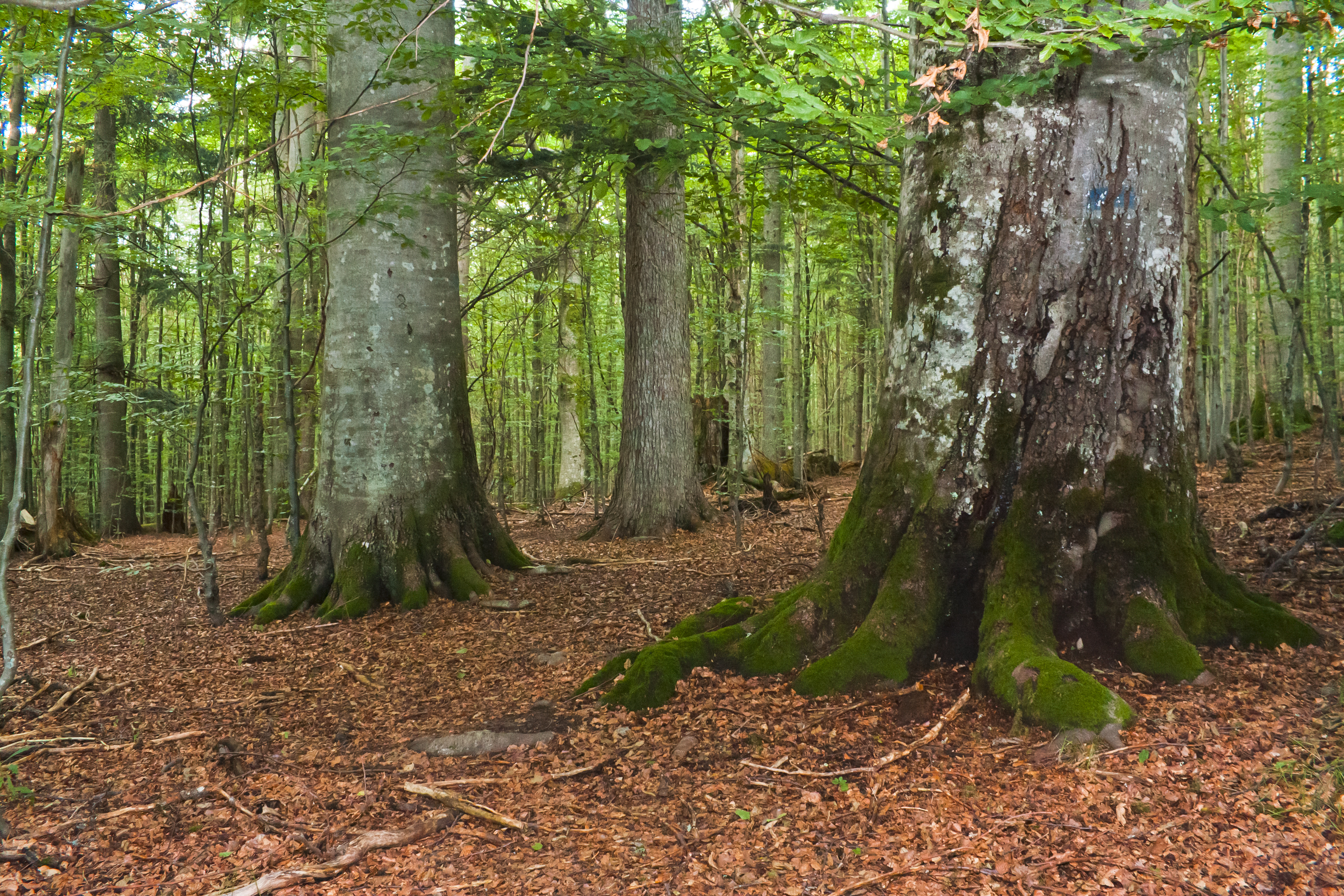
Подрост бука в Баварском лесу

Как теневыносливая порода, бук имеет преимущество перед другими породами в возобновлении под пологом леса. В старых дубовых лесах создаются неблагоприятные условия для дубового подроста и это влечёт за собой смену дуба другими более теневыносливыми и лучше приспособленными к изменившимся условиям породами. По этой причине в Западной Европе дубовые леса на значительной площади были вытеснены буковыми:148. Несмотря на высокую теневыносливость, самосев бука появляется только при сомкнутости древесного полога 0,9 и ниже. В этих условиях 2 м высоты достигает не более тысячи экземпляров подроста на один гектар. При сомкнутости древесного полога 0,8 подрост растёт до высоты 3—4 м и живёт до 50 лет. Прорастанию семян препятствует слишком большой слой листовой подстилки, так как он отличается сухостью и не даёт возможности корешкам семян достичь влажной почвы. Некоторые травянистые растения могут препятствовать прорастанию самосева. Так, обычно благоприятно влияющий на возобновление бука кипрей узколистный при густоте 100 и более стеблей на 1 м2 препятствует прорастанию его семян. Препятствует возобновлению бука малина в сочетании с ежевикой.
Подрост бука, как и других деревьев, отличается от молодых деревьев, растущих на свободе, своей угнетённостью. У бука, как и других теневыносливых деревьев, он отличается кроной, растущей в ширину и имеющей малую глубину, что придаёт ей вид зонтика. Развивая таким образом свою крону, молодое деревце пытается получить большую поверхность для восприятия малого количества света, проходящего через полог леса. Подрост имеет более чахлый вид по сравнению с деревьями, выросшими на свободе. Он меньше в высоту, имеет меньшую толщину ствола, меньшие побеги, более слабую корневую систему по сравнению с деревьями, выросшими за пределами леса на той же почве. Всё это объясняется конкуренцией подроста со взрослыми деревьями и кустарниками, растущими в лесу:48—55. Угнетение подроста бука начинается при значениях освещённости менее 10 % от освещённости на открытом месте, а на богатых почвах и при меньших значениях. При световом довольствии 12 % размер листовых пластинок у подроста в 2 раза превышает их размер у деревьев, выросших на свободе:298.
В то же время подрост бука, чувствительного к весенним заморозкам, испытывает защиту от них под материнским пологом и на свободе, скорее всего, погиб бы от неблагоприятных условий. В буковом лесу травяной покров, кустарниковый ярус или незначительны, или вовсе отсутствуют. Таким образом, полог леса, устраняя светолюбивую растительность, устраняет конкурентов как для самого себя, так и в большей мере для своего подроста:61—64.
Подрост бука способен длительное время переживать неблагоприятные условия, в основном связанные с малым количеством света в лесу, формируя тем самым запас молодых особей, которые при изменении световых условий (например, появлении световых окон) способны прийти на смену взрослым деревьям. Выдержать условия глубокого затенения подросту помогает его способность снижать интенсивность дыхания после облиствления деревьев:307. Средняя продолжительность существования подроста бука в состоянии угнетения составляет 11 лет. Но он может жить (на определённой стадии развития) при недостаточном для дальнейшего развития освещении до 50—70 лет. При значительном улучшении световых условий подрост бука развивается быстрыми темпами и формирует высокоствольные деревья. Особенность развития подроста бука заключается в том, что это не исключение, а правило. При нормально сформированной корневой системе подрост бука, надолго задержавшийся в развитии под пологом леса, при появлении светового окна развивается быстрее, чем такой же подрост, сформировавшийся из семян только что или за 1—3 года до улучшения светового режима.
В Германии в средние века дубовые леса служили для откорма свиней желудями. В интересах животноводства принимались меры по охране дубовых лесов. Эти мероприятия сдерживали естественную смену дуба буком. В XVIII веке после введения в пищу картофеля и переходу на стойловое хозяйство начала происходить замена дубовых лесов буковыми. В буковых лесах, в которых производился выпас скота, кроме прочих негативных явлений происходило также уничтожение подроста. Это вело к изреживанию лесов, их задернению и деградации до лесолугов (парковых лесов). Такие леса господствовали в Центральной Европе в средние века и встречаются иногда и в настоящее время:318.

## Растения букового леса

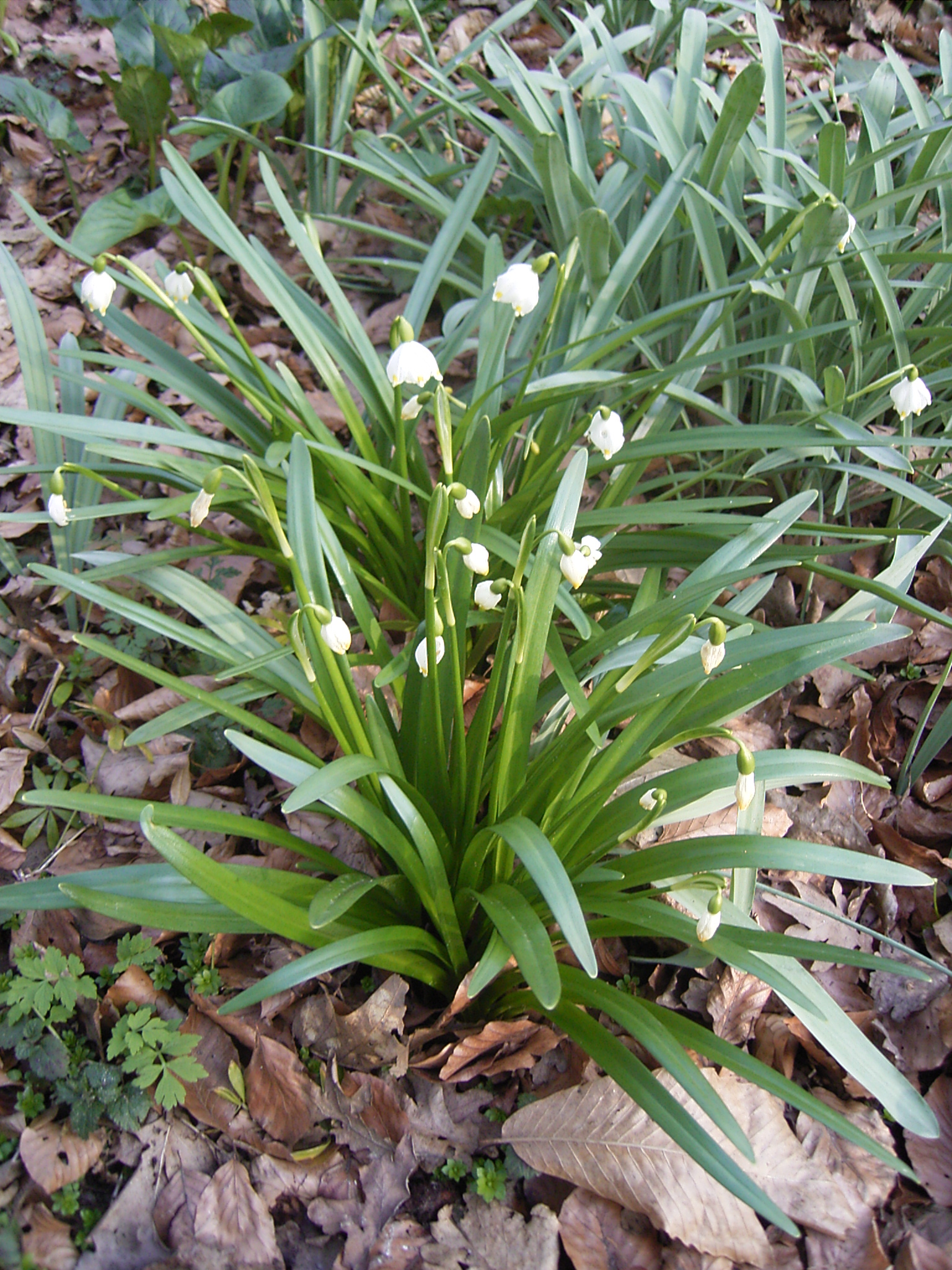
Белоцветник весенний, Рейсвейк, Нидерланды

Буковые деревья определяют растительный покров в лесу, воздействуя на него не только непосредственно, но и через листовую подстилку, почву, создаваемый микроклимат. Решающим фактором видового состава букового леса, как и всякого другого, является корневая конкуренция. Некоторые растения связаны с определённым типом почвы, имеют узко-экологическую нишу и поэтому являются растениями-индикаторами.
Согласно классификации лесов Браун-Бланке, буковые леса из бука европейского относятся к классу растительных сообществ Querco-Fagetea (листопадные леса на умеренно кислых, нейтральных и карбонатных почвах):106 и порядку Fagetalia sylvaticae.
В древостое участвуют дуб скальный, клён остролистный, клён белый, вяз шершавый, ясень обыкновенный, граб обыкновенный, липа сердцевидная, пихта белая и другие:82.
Хорошо развитый подлесок в буковых лесах обычно отсутствует. В них встречаются разбросанно кустарники: боярышник однопестичный, волчеягодник обыкновенный, смородина альпийская, жимолость чёрная:413, клекачка перистая, лещина обыкновенная:82. Некоторые ботаники считают ежевику типичным растением карпатских бучин.
В травяном покрове букового леса в основном присутствуют весенние эфемероиды и геофиты, приспособленные к цветению и созреванию плодов до полного распускания листьев деревьев и в период длинного светового дня. Эти растения имеют подземные запасающие органы (корневища, луковицы, клубни), расположенные на небольшой глубине непосредственно под подстилкой. Листовая постилка, обладая малой теплоёмкостью, быстро прогревается, что способствует быстрому развитию таких растений. К ним относятся пролесник многолетний, сочевичник весенний, ясменник пахучий, ветреница лютичная, различные виды гусиного лука и хохлатки:411, некоторые виды равноплодника, белоцветник весенний:82. Типичные спутники бука — различные виды зубянки, например, зубянка железистая, зубянка пятилисточковая:82. По сравнению с другими лесами в бучинах эфемероиды развиты меньше и не образуют связного покрова, но из-за большей влажности имеют более длительный период вегетации. После распускания листьев на деревьях в травянистом ярусе букового леса развиваются главным образом злаки, такие как перловник одноцветковый и колосняк европейский, а также крупные многолетние травы и папоротники. Всё своеобразие букового леса в первую очередь связано с условиями освещения под его пологом:307. Несмотря на это, его травяной покров образуют виды растений, частью характерные для других формаций широколиственного леса, частью для горных темнохвойных лесов. Для буковых лесов характерны лианы:411, хотя вместе с европейским буком растёт только плющ, как например, в Восточных Карпатах:319.
В буковых лесах встречаются и вечнозелёные растения, относящиеся к реликтам третичной теплолюбивой флоры: волчник лавровый, падуб остролистный, плющ обыкновенный и колхидский, самшит вечнозелёный, черника кавказская:363; а также зимнезелёные: копытень европейский, зеленчук жёлтый.
На верхнем пределе горного лесного пояса бук создаёт полосу криволесья; в Карпатах на высоте 1200—1300 м над уровнем моря вместе с клёном белым, рябиной обыкновенной, можжевельником обыкновенным, волчеягодником обыкновенным. Выше оно сменяется криволесьем из можжевельника и ольхи зелёной.

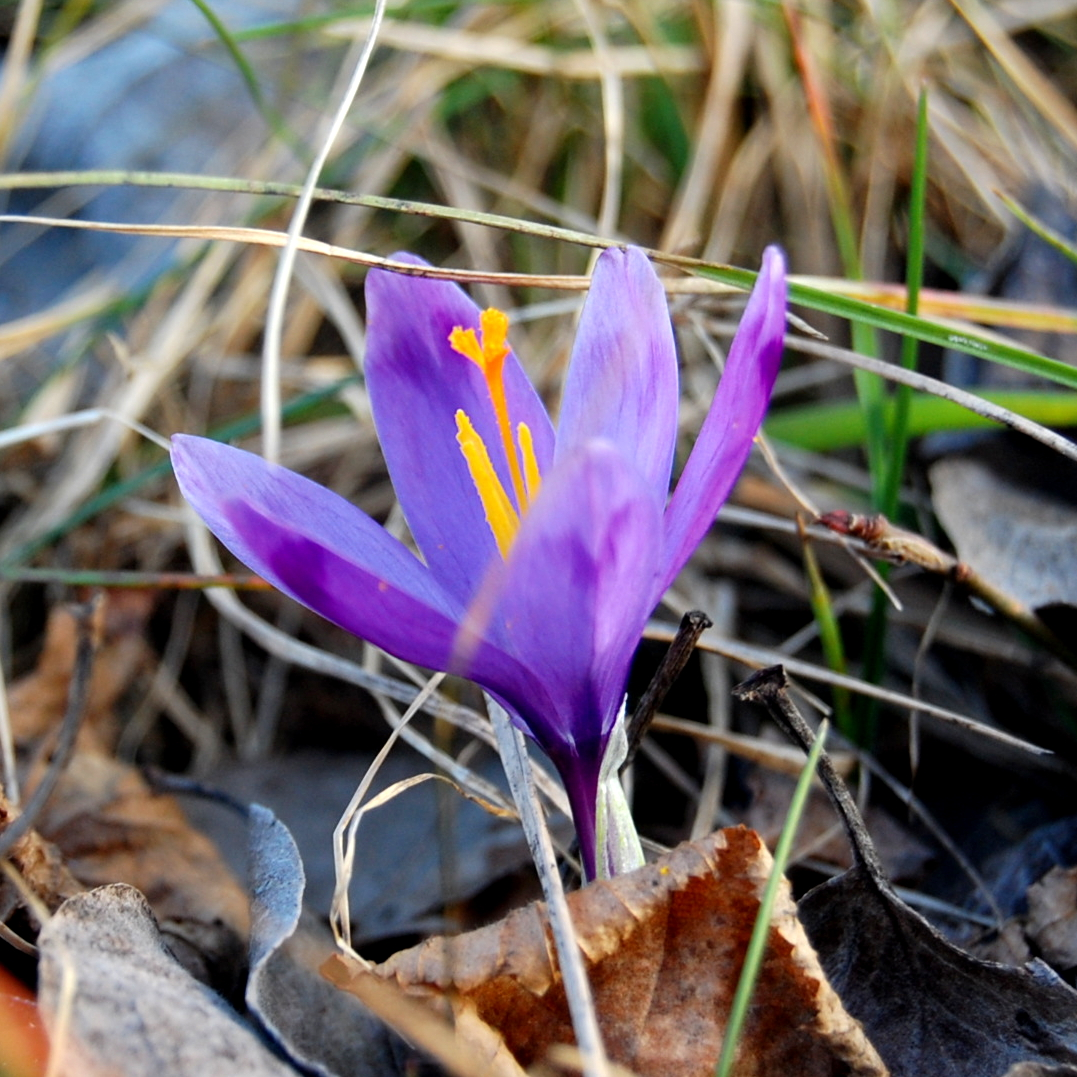
Цветение шафрана весеннего,, Словения

Небольшое видовое разнообразие буковых лесов связано с хозяйственной деятельностью людей (использование лесов в качестве пастбищ для скота, свалка мусора, низкий уровень лесного хозяйства). В девственных буковых лесах видовой состав кустарникового и травянистого ярусов очень разнообразен. Некоторые виды кустарниковых и травянистых растений могут быть сохранены от вымирания только при охране буковых лесов. Так, становятся редкими и внесены в Красную книгу Украины 15 видов растений, растущих в буковых лесах Украинских Карпат: тис ягодный, лиственница польская, сосна кедровая европейская, клекачка перистая, безвременник осенний, лилия лесная, подснежник белоснежный, белоцветник весенний, шафран весенний, астранция крупная, лунник оживающий, бересклет карликовый, сирень венгерская, медвежий лук и скополия карниолийская.
Наибольшим видовым разнообразием отличаются буковые леса в юго-восточных Альпах, северных Апеннинах и на Динарском нагорье. По мере удаления от этого центра видового разнообразия происходит обеднение буковых лесов по направлению от центральных Апеннин к южным Апеннинам и Сицилии; от юго-западных Альп к Центральному массиву, Пиренеям до Кантабрийских гор; от центральной и восточной части Динарского нагорья до Карпат, северо-западной и центрально-восточной Греции; от северной окраины и предгорий Альп к восточной, центральной и западной частям Средних гор, до западной Франции, Англии и Голландско-Северо-Германской низменности, а также Ютландии, северо-востока Германии и юга Прибалтики:199.

### Мёртвопокровно-редкотравные бучины
Буковые леса с мощным слоем листовой подстилки, лишённые подлеска и почти не имеющие травяного покрова, относятся к мёртвопокровно-редкотравным бучинам. Слой листовой подстилки достигает в них 2—3:413, а в Молдавских Кодрах 2—5(8) см толщиной:99. Почвы — оподзоленные бурозёмы:413.
Бук растёт в сообществе с дубом черешчатым или дубом скальным, клёном белым, грабом, липой и вереском обыкновенным, служащим индикатором кислотности почвы. В Кодрах сопутствующей древесной породой является граб, единично встречаются клён остролистный, липа серебристая, вяз шершавый, ясень, дуб скальный. Редкий травяной покров составляют немногие виды, типичные для широколиственных лесов. В Карпатах он состоит из ясменника пахучего, двулепестника, пролесника многолетнего, шалфея клейкого, яснотки зеленчуковой, копытня европейского, осоки волосистой и других. В Кодрах это в основном ясменник пахучий и осока волосистая, по другим данным — плющ:417. Покрытие почвы травами составляет 10 % (для Молдавских Кодр не выше 5 %), а в некоторых местах травяной покров отсутствует совсем:413:102. В связи с этим различают мёртвопокровную (Fagetum nudum) и полумёртвопокровную бучину (Fagetum subnudum).
Исследования учёных показали, что всасывающая сила корней у деревьев намного превосходит её у трав. Поэтому бук на границах своего ареала, определяемых сухостью, в результате конкурентной борьбы за влагу вытесняет травы из лесного покрова. Таким образом возникают мёртвопокровные бучины. Сухость препятствует и разложению листовой подстилки, которая достигает в таких случаях большой мощности:315—316.
Такие леса растут в Карпатах на высоте 300—400(500) м над уровнем моря. Такие же леса растут в Молдавских Кодрах на высоте 280—340 м над уровнем моря:101 и в Крыму на высоте 300—400(500) м над уровнем моря. С высоты около 400 м над уровнем моря в Карпатах к буку начинает примешиваться пихта белая, а примерно с 700 м над уровнем моря — ель обыкновенная. Начиная с высоты 800—900 м над уровнем моря они уже преобладают над буком или растут в первом ярусе, а бук — во втором. В травянистом покрове появляются брусника и черника, а на почве — лесные блестящие мхи. По другим данным пихтово-буковые леса растут в Карпатах на высоте 600—900 м над уровнем моря.
К мёртвопокровным бучинам близки плющевые, с покровом из плюща обыкновенного. Они встречаются в Карпатах и в Молдове.

### Мелкотравные бучины
Мелкотравные бучины (Fagetum herbosum или Fagetum asperulosum) имеют травяной покров дубравного типа. В Карпатах эти леса приурочены к нижним частям склонов и развиваются на обеспеченных влагой и дренированных бурых лесных почвах. На наиболее плодородных участках к буку примешиваются явор и некоторые другие древесные породы. Из трав наиболее часто встречаются ясменник пахучий и будра волосистая. Большинство трав относится к типично дубравному комплексу: пролесник многолетний, двулепестник парижский, звездчатка дубравная, шалфей клейкий, копытень европейский и другие:413. Такие леса характерны для Карпат. Разновидностью мелкотравных являются встречающиеся в Карпатах кисличные бучины с покровом из кислицы обыкновенной, ясменниковые бучины с покровом из ясменника пахучего, ясменнико-зубянковые бучины с покровом из ясменника пахучего и зубянок, бучины с покровом из будры плющевидной и кислицы обыкновенной, бучины с покровом из барвинка малого, бучины с покровом из крестовника, бучины с покровом из апозериса и осоки волосистой, а в Молдове бучины с покровом из осоки волоситой, ясменника пахучего, фиалки собачьей, фиалки удивительной, подлесника европейского.
Растения в лесу ведут борьбу не только за влагу, но и за питательные вещества, в первую очередь за азот. На почвах с мягким гумусом деревья развивают корневую систему в нижнем слое почвы, а травянистые растения — в верхнем. Поэтому на таких почвах могут расти требовательные к плодородию почвы травы, если они не испытывают большой потребности в свете. На маломощных почвах, с грубым гумусом корни деревьев располагаются в верхнем горизонте почвы, где находят также достаточное количество азота. Для травянистых растений азота остаётся меньше, в таких лесах могут произрастать только малотребовательные к составу почвы виды:316.
На более мелких, часто щебнистых почвах развиваются мелкотравно-папоротниковые бучины. В травяном ярусе среди мелкотравья присутствуют папоротники (многорядник Брауна, кочедыжник женский и другие). Такими являются карпатские бучины с покровом из ясменника пахучего и многорядника Брауна. К этой же ассоциации относятся буковые леса с участием в древостое, кроме бука, многих широколиственных пород (явора, клёна остролистного, ясеня, ильма) и с преобладанием в травяном покрове пролесника многолетнего. Они развиваются на богатых гумусом щебнистых почвах:413—414. К этой же ассоциации, по-видимому, можно отнести пролесниковый буковый лес, растущий в Пиренеях и Кантабрийских горах.

### Бучины влажных местообитаний

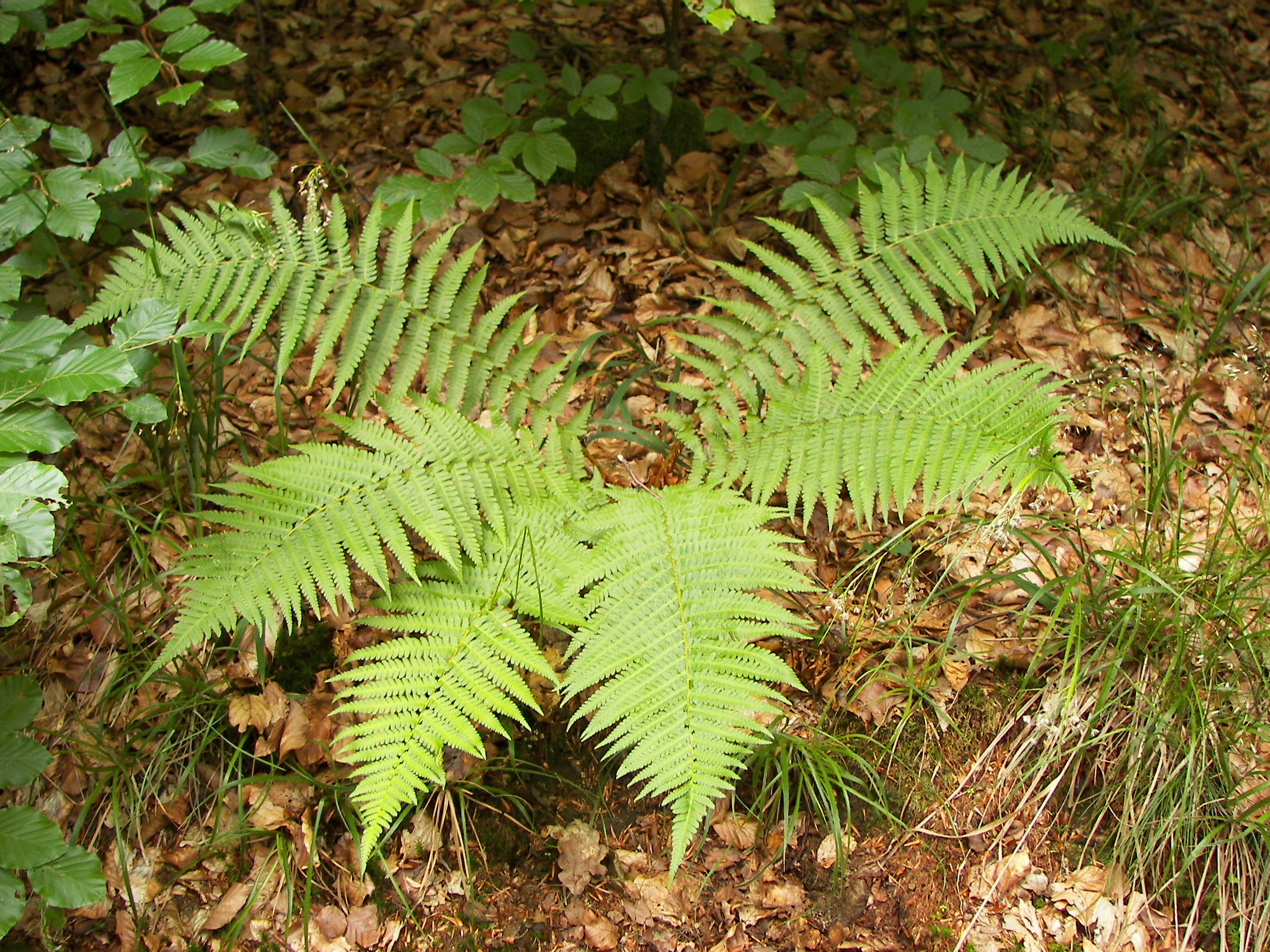
Щитовник мужской в буковом лесу на высоте 500 м над уровнем моря, Хессен, Германия

В более влажных местообитаниях, с притоком грунтовых вод, в условиях, худших для произрастания бука, формируются папоротниковые бучины, с ярусом папоротников из кочедыжника женского, многорядника Брауна, костенца сколопендрового, щитовника мужского и картузианского:82 и других видов. В Карпатах папоротниковые бучины характеризуются примесью пихты белой и ели европейской, а также других широколиственных пород. Они встречаются по долинам рек или на глубоких делювиальных шлейфах, на высоте 800—1200 м над уровнем моря.
С ними имеют много общего окопниковые бучины (лат. Symphyto cordatae-Fagion), с преобладанием в травяном ярусе окопника сердцевидного, а на наиболее влажных местах — подбеловые бучины, с покровом из подбела:414. Окопниковые бучины можно встретить в Карпатах. В травяном покрове, кроме окопника, преобладает орхидея зевксина. Окопниковые бучины встречаются также в Судетах. Все эти ассоциации А. Златник объединил в одну под названием Fagetum sylvatica — Acer pseudoplatanus — Athyrium — Symphytum cordatum.
В Кодрах индикатором влажных условий местообитания бука является сныть. Снытевый букняк располагается в нижних частях склонов Кодр, в узких долинах мелких ручьёв — истоков рек, на высоте 280—300 м над уровнем моря. Покрытие травами 25—100 %. Травяной ярус богат видами. Кроме сныти, постоянно встречаются фиалка собачья, копытень, ясменник душистый, медуница неясная и осока парвская. Мощность подстилки 2—3(4) см:102.

### Осоковые и злаковые бучины
На более сухих и мелких почвах буковые леса растут в основном на крутых склонах. Поскольку в таких условиях буковый лес не вырастает достаточно густым, в нём преобладают светолюбивые и теплолюбивые виды растений, чаще осоки. Это осоковая бучина (Fagetum caricosum). Этот лес растёт также на границе своего ареала, определяемой сухостью почв, как, например, в Молдове. Встречаются осоковые буковые леса и на почвах умеренной глубины, от влажных до переменно сухих, известняковых и доломитовых, часто на южных склонах гор. Среди них некоторыми ботаниками выделяются осоковые бучины с покровом из осоки волосистой, приуроченные к нижней полосе лесного пояса, и с покровом из овсяницы лесной, свойственные среднегорью. Леса с покровом из овсяницы небольшими участками встречаются на южных склонах Карпат на высоте 700—900 м над уровнем моря:414, а с покровом из осоки волосистой и парвской — в Кодрах на высоте 280—400 м над уровнем моря, на пологих, хорошо дренированных склонах, в средней части гор или на водоразделах:100. Осоковые бучины с покровом из осоки волосистой существуют и в Карпатах. Осоковые бучины содержат в травяном ярусе, кроме осок, типично дубравные травы: ветреницу дубравную, печёночницу благородную и другие и в нижней части склонов Карпат граничат с грабово-буковыми и дубово-буковыми лесами:414. В Украинских Карпатах встречаются злаковые бучины с покровом из вейника.
В древостое в Кодрах участвуют граб, клён остролистный, вяз шершавый, липа серебристая, реже клён белый, ясень, липа мелколистная, дуб скальный и черешня. В местах выхода грунтовых вод встречается осина. Подлесок в основном отсутствует. Встречаются единично бересклет молдавский, лещина, боярышник согнутостолбиковый, калина, кизил обыкновенный и клекачка. В травяном покрове содержатся гравилат городской, ветреница дубравная, копытень европейский, плющ, фиалка лесная, купена широколистная, ясменник душистый, медуница неясная. Постоянно присутствие осоки парвской и волосистой. Мощность подстилки 2—4 см:100—101.
Осоковые бучины, относимые также к карпатским, растут на самом западе Украины, в районе Расточья, западного Покутья и в прилегающих местах, на приподнятых плато. Он растут на серых лесных почвах, подстилаемых лёссом. В древесном ярусе, кроме бука, встречаются граб, в небольшом количестве — клён платанолистный, ясень обыкновенный, черешня, липа сердцевидная, дуб черешчатый, берёза повислая. Подлесок отсутствует, кустарники представлены единичными экземплярами. Травянистый ярус разнообразный, в нём доминирует осока волосистая, встречаются также кислица, майник, яснотка зеленчуковая, сныть, копытень, ясменник, щитовник мужской и другие:414—415.

### Подмаренниковые бучины

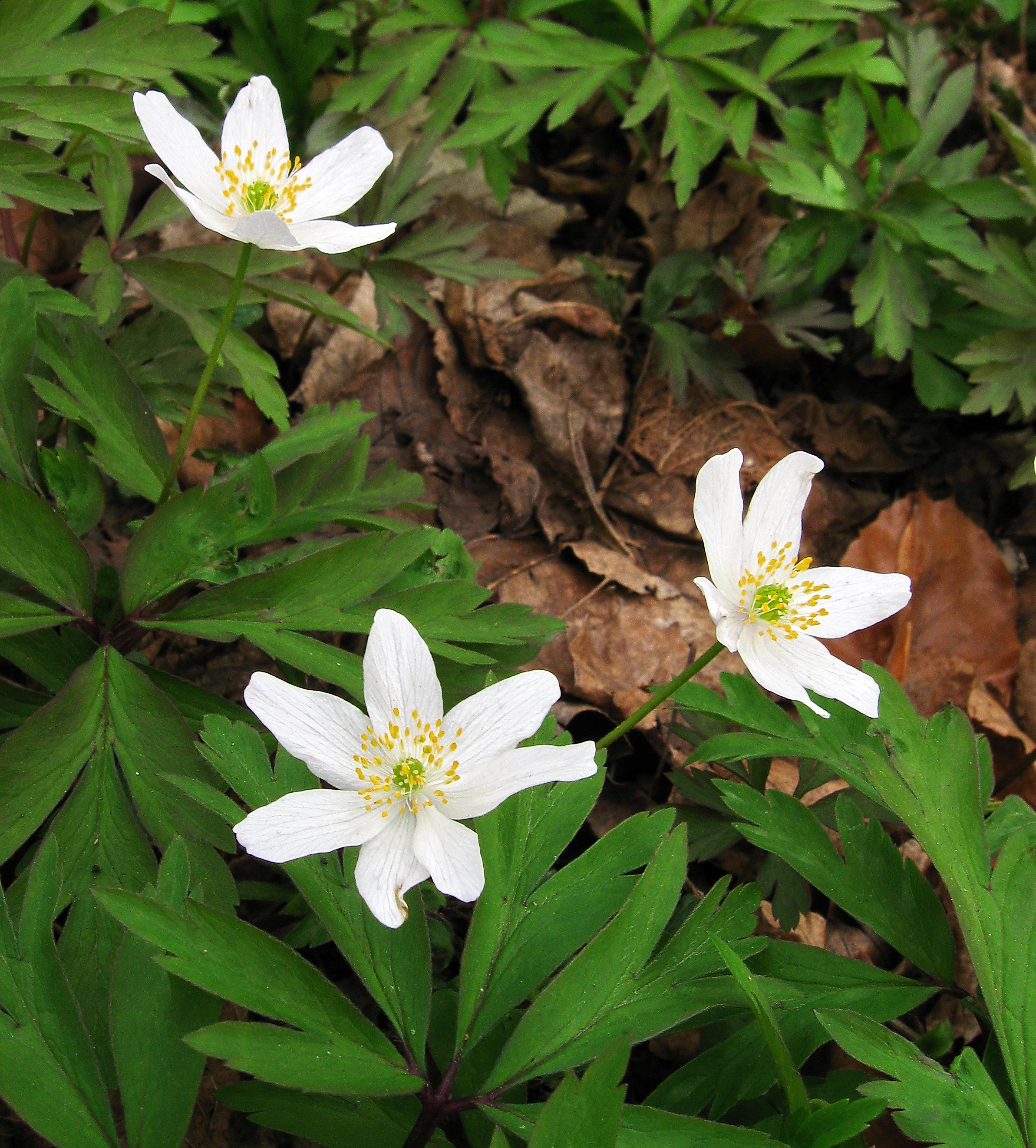
Цветение ветреницы дубравной, Франция

На хорошо увлажняемых, богатых питательными веществами почвах равнин растут высокопродуктивные буковые леса. Листовая подстилка в них перерабатывается дождевыми червями и летом почти отсутствует. Для почвы характерно образование мягкого гумуса. Такие леса растут прежде всего в Среднегерманских горах. Травяной ярус составляют теневыносливые многолетние травы: подмаренник душистый, ветреница дубравная, перловник одноцветковый. Такой лес называется низинной бучиной, или по наиболее часто встречающемуся травянистому растению подмареннику душистому (Galium odoratum) подмаренниковой бучиной (Galio odorati-Fagetum). В древостое участвуют дуб скальный, клён белый, граб обыкновенный, ясень, клён остролистный, из хвойных пород — сосна обыкновенная. Кустарниковый ярус слабый, его составляет только жимолость настоящая. Разновидностью подмаренниковой является пролесниковая бучина (Mercuriali-Fagetum), названная так по доминирующему растению пролеснику многолетнему (Mercurialis perennis).
Рыхлая консистенция почвы способствует образованию горизонтальных побегов у травянистых растений. Их образуют многие виды: ветреница дубравная, ветреница лютичная, ясменник пахучий, пролесник многолетний, зубянка луковичная, звездчатка дубравная, звездчатка ланцетовидная, кислица обыкновенная, адокса мускусная, чистец лесной, двулепестник парижский, ландыш майский, виды купены, пыльцеголовник, дремлик, тайник яйцевидный, мелисса одноцветковая и другие. На листовой подстилке развиваются сапротрофы: гнездовка (Neottia), ладьян, надбородник, Limodorum, подъельник. Наземные побеги образуют будра плющевидная, вербейник дубравный, яснотка зеленчуковая, плаун годичный.

### Бучины на известковых почвах
На богатых минеральными веществами дерново-карбонатных почвах буковые леса растут от севера Центральной Европы вдоль побережья Балтийского моря до юга Скандинавии. Они встречаются на выходах триасовых и юрских известняков. Такой лес называют известняковой бучиной, или по характерному травянистому растению хордэлимусу европейскому (лат. Hordelymus europaeus) хордэлимусовой бучиной (Hordelymo-Fagetum). В этих лесах подлесок богат видами. Характерными травянистыми растениями являются пролесник многолетний, чина весенняя, копытень европейский, колокольчик крапиволистный, мелисса одноцветковая, коротконожка перистая, из кустарников волчеягодник обыкновенный, изредка встречается воронец колосистый.
На западе Украины (в районе Расточья, западного Покутья и прилегающих местах) бук растёт на известковых почвах в сообществе с древесными породами, обычными для этих мест. Травяной покров сравнительно хорошо развит, в нём выделяются кислица обыкновенная и фиалка собачья:415.

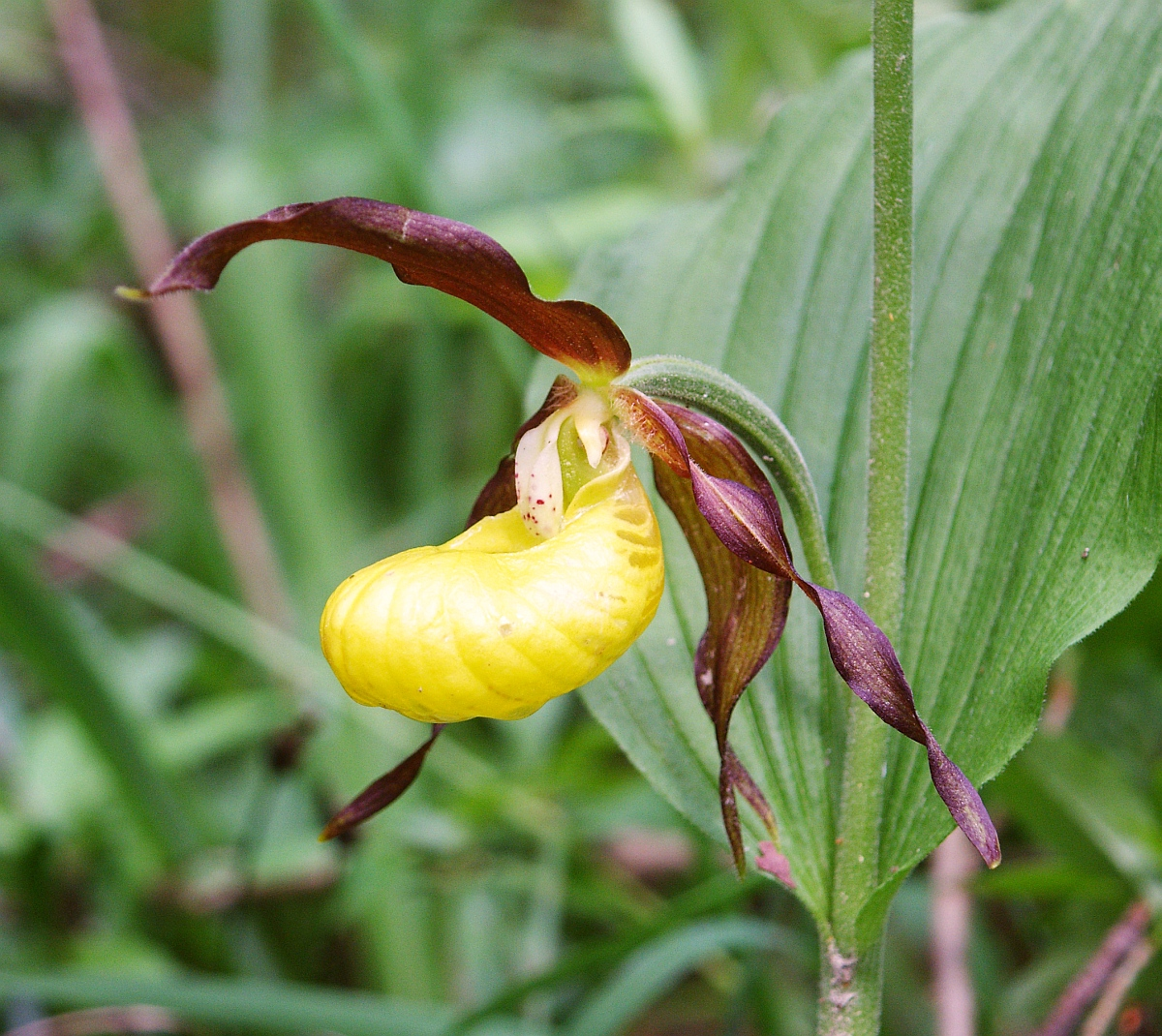
Цветение башмачка настоящего,, Германия

На известковых почвах встречаются буковые леса с красивоцветущими орхидеями, такие как башмачок настоящий и различные виды пыльцеголовника. Эти леса богаты теплолюбивыми видами растений дубовых смешанных лесов. Такой лес называют орхидейной бучиной (Cephalanthero-Fagetum). В древостое участвуют клён полевой, клён остролистный, липа плосколистная.

### Ожиковые бучины
Буковые леса наиболее распространённого типа (от юга Швеции до Швейцарии с юга на север и от Арденн на западе до Карпатских гор на востоке) произрастают на кислых почвах с основанием из песка, песчаника и сланца, как на равнинах, так и в горах. В древостое в зависимости от высоты над уровнем моря участвуют дуб, клён ложноплатановый, ель и пихта белая. Буковый лес на кислых почвах называют кислотной, или ацидофильной бучиной, а также по наиболее распространённому в них травянистому растению ожике лесной (лат. Luzula sylvatica) ожиковой бучиной (Luzulo-Fagetum).
Почвы в этих лесах нередко уже оподзоленные и бедны питательными веществами, поэтому и травянистый ярус беден. Кроме того, этим почвам свойственно образование грубого гумуса, они не взрываются дождевыми червями и не проветриваются, часто высушиваются и уносятся ветром вместе с листовой подстилкой. Обычно здесь растут растения, являющиеся индикаторами кислых почв, такие как щучка извилистая, кислица обыкновенная, ожика беловатая, майник двулистный, седмичник европейский, марьянник луговой. Лишённая листовой подстилки почва покрывается различными видами мхов, среди них: кукушкин лён, гипнум, гилокомиум, дикранум, леукобриум; иногда поселяется сфагнум. Часто на такой почве растут вереск и черника, и тогда почвы приближаются к верещатникам. На такой почве бук уже расти не может, и буковые леса сменяются верещатниками. Бучины с покровом из черники встречаются в Карпатах.

### Сеслериевые бучины
Леса, подвергающиеся воздействию ветров, на хребтах из доломита и известняка, с почвой от мелкой до умеренно глубокой распространены исключительно в Альпах и очень редко на возвышенностях к северу от них. Почвы в этих лесах также сухие. На таких почвах бук европейский растёт в виде кустарника. Кустарниковый ярус также хорошо развит, травянистый — развит плохо и состоит в основном из засухоустойчивых видов. Характерными видами таких лесов являются сеслерия (Sesleria albicans), вейник (Calamagrostis varia), лютик дубравный, истод самшитовидный. Этот лес называют сеслериевой бучиной (Seslerio-Fagetum).

### Другие виды бучин
В зависимости от климата, состава почв, высоты над уровнем моря и других условий на разных территориях существует множество других разновидностей буковых лесов: пролесковый буковый лес (лат. Scillo-Fagion) в Пиренеях и Кантабрийских горах, гиацинтовый буковый лес (лат. Endymio-Fagion) в западной Франции и южной Англии, жимолостный буковый лес (лат. Lonicero alpigenae-Fagion) в Альпах северной Италии, яснотковый буковый лес (лат. Lamio orvalae-Fagion) в иллирийской области юго-восточных Альп и на Среднедунайской низменности от Динарского нагорья до северной Албании, гераниевый буковый лес (лат. Geranio nodosi-Fagion) от северной до центральной Италии и лат. Geranio striati-Fagion в южной Италии, Сицилии и северной Греции. Перловниковый буковый лес распространён в первую очередь вдоль Балтийской моренной гряды. Выделяются в отдельную ассоциацию тиссово-буковые леса, растущие на каменисто-щебнистых, мергелистых и известковых почвах крутых склонов.
Существует разновидность горных буковых лесов, называемых карпатской бучиной (лат. Dentario glandulosae-Fagetum, или лат. Fagetum carpaticum), занимающих когда-то весь нижний ярус горного лесного пояса Карпат на высоте от 600 до 1150 м над уровнем моря. Этот лес характеризуется примесью ели, вяза горного и клёна. Буковые деревья в них достигают огромных размеров, имеют широкие кроны, подлесок беден и состоит в основном из эфемероидов.
Советский ботаник Алексеев Е. В. буковые леса Украинских Карпат разделил на сухую, свежую и влажную бучину. Сухая, или полево-кленовая, бучина занимает каменистые вершины и верхние части склонов с небольшим слоем почв. Наряду с буком в этих лесах преобладают ясень, клён остролистный и клён белый, затем в порядке встречаемости идут граб, черешня, дуб, клён полевой, вяз и берест. Довольно много кустарников: лещина, бересклеты, боярышники, калина, гордовина, свидовник, шиповник, тёрн, бузина чёрная, жостер, волчье лыко, плющ и другие. Травянистый покров состоит из сныти, ясменника, зеленчука, ландыша, купены, печёночницы и других:120—121.
Свежая бучина растёт на склонах с более-менее глубоким почвенным слоем. Почвы — светлые лесные суглинки с полным отсутствием перегноя. К буку примешиваются ясень, клён остролистный, явор, ильм, во втором ярусе — единично граб. Подлесок отсутствует. Для травянистого яруса характерны ясменник, подлесник, майник, медуница, щитовник мужской, кочедыжник женский и другие. Влажная бучина приурочена к широким, покатым и плоходренированным плато или ущельям с постоянным увлажнением. Видовой состав мало отличается от свежей бучины.
Более современная систематика широколиственных лесов Западной Европы франко-швейцарской школы (Тюксев Р., Моор М.), применяющей флористико-ценологический анализ, полностью совпадает с приведённой выше систематикой Алексеева Е. В., основанной на составе почв.

### Низшие растения букового леса
|                                                       |
|                                                       |
| Вверху: сыроежка Мэйра; внизу: удемансиелла слизистая |

В буковых лесах растёт множество мхов, лишайников и грибов. В буковых лесах Баварии насчитано 106 видов грибов. Из них тесную связь с буком обнаруживают лат. Diatrype disciformis, лат. Eutypa spinosa, лат. Bispora monilioides, лат. Lopadostoma turgidum и лат. Melogramma spiniferum, а также лат. Inonotus nodulosus, удемансиелла слизистая, выполняющие первичную роль при разложении листвы и ветвей:201. В Польше на буке отмечено более 200 видов грибов. Грибы выполняют также функцию образования микоризы с буковыми деревьями. Роль микоризы в жизни бука велика, без микоризы бук не может нормально расти и развиваться. Микоризные грибы выполняют химическую и механическую защиту корней от бактерий, улучшают водо- и минеральное обеспечение деревьев. Буку свойственна эктомикориза:16—17. Из микоризных грибов в буковых лесах встречаются тёмно-бронзовая форма белого гриба Boletus edulis f. aereus, дубовик оливково-бурый, сатанинский гриб:154—155, различные виды млечников, лисичка обыкновенная, сыроежки, паутинники, гебеломы, некоторые виды мухомора. В основном только с буками связаны грибы: сыроежка Мэйра, паутинник элегантнейший, сыроежка Russula violeipes, чесночник большой:180. На буковых пнях и валежнике растёт большое количество грибов-сапротрофов, среди которых губка дубовая:57—60, трутовик настоящий, ложноопёнок кирпично-красный:307, Mycena maculata. Редкими грибами в буковых лесах Англии стали сатанинский гриб и ежовик гребенчатый.
В лесу кора бука обычно покрыта тонким слоем лишайников, во влажных лесах ствол и ветви покрыты более толстым слоем листоватых и кустистых лишайников, мхом. Обычно мох покрывает нижнюю часть дерева, в то время как верхняя часть может быть покрыта водорослями рода лат. Trentepohlia, грибами лат. Mycoblastus fucatus и лишайниками. Под воздействием загрязнения воздуха кора вместо лишайников может покрыться плеврококком (Pleurococcus vulgaris).

## Фауна букового леса

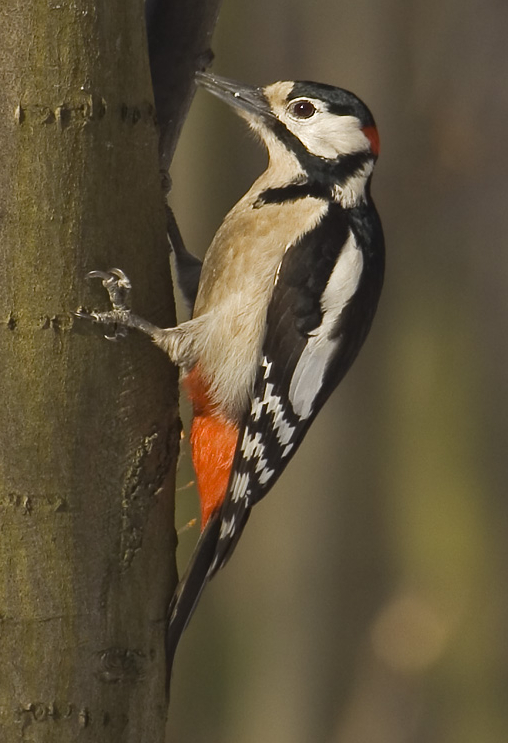
Большой пёстрый дятел

В буковых лесах, подвергающихся негативному влиянию цивилизации, фауна бедна. Напротив, в девственном буковом лесу, с полуразрушенными и поваленными старыми деревьями, находят приют многие виды животных. В естественных дуплах и норах строят гнёзда и находят убежище и защиту грызуны, птицы, летучие мыши и другие лесные обитатели.
В буковых лесах проживают до сотни видов различных птиц, перелётных и зимующих. Некоторые птицы, например, малая мухоловка, предпочитают селиться в буковых лесах Центральной Европы. В старых буковых лесах Германии предпочитает селиться мухоловка-белошейка, встречается она также и на участках смешанного леса в Карпатах. В буковых лесах часто встречаются чёрный дятел, клинтух, пеночка-трещотка:201—202, вяхирь, вальдшнеп, кукушка. От границы с криволесьем в буковые леса спускается рябчик. Высокие деревья буковых лесов привлекают к гнездованию малых хищных птиц, но они немногочисленны. Из них встречаются ястреб-тетеревятник и ястреб-перепелятник, чаще малый подорлик, канюк, представленный в Карпатах его подвидом большим канюком, и красный коршун. Характерным видом, гнездящимся в буковых лесах, является чёрный аист. Из сов в буковых лесах обычными являются длиннохвостая неясыть, обыкновенная неясыть, ушастая сова; изредка встречается филин. Сравнительно редки козодой и удод. Из дятлов наиболее многочислен белоспинный дятел; в два—три раза по количеству уступает ему большой пёстрый дятел; ещё более редки средний и малый дятлы; устраивает гнёзда вертишейка; в буковых лесах Украинских Карпат обычен седой дятел.
Из воробьиных птиц для буковых лесов характерны иволга, сойка, ополовник. синицы (Parus) представлены здесь многочисленной гаичкой, другие виды попадаются попутно на кочёвках. Очень обыкновенен поползень, многочисленна пищуха. На гнездовье обыкновенны дрозды деряба, певчий и чёрный; у верхней границы леса — белозобый дрозд. На опушках леса можно встретить горихвостку-лысушку, серую мухоловку, в самых тёмных участках леса, по ложбинам и долинам, характерными птицами являются зарянка, крапивник, малый мухолов. На гнездовьях в буковых лесах найдены пеночка-теньковка и пеночка-трещотка. Встречается лесная завирушка. Массово заселяют буковые леса Карпат лесной конёк и зяблик. При созревании буковых орешков на вершинах деревьев кормятся дубоносы, но гнездятся они в ольховниках.

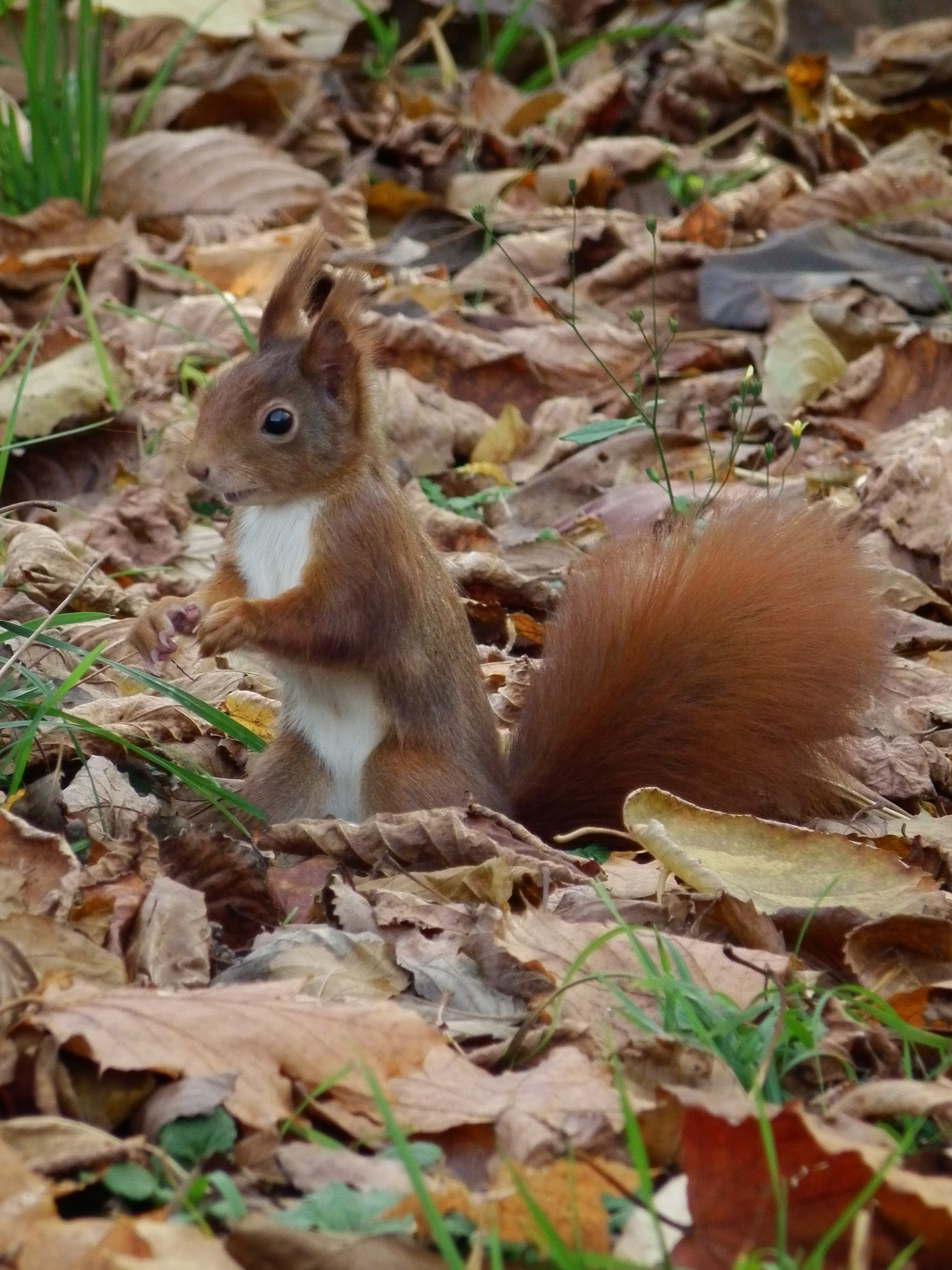
Белка обыкновенная, Хайдельберг, Германия

Из мелких млекопитающих в буковых лесах можно встретить землероек, например малую и обыкновенную бурозубку, летучих мышей, в том числе раннюю вечерницу, нетопыря-карлика, водяную ночницу и многих других; многочисленны желтогорлая мышь и рыжая лесная полёвка.
В буковых лесах Карпат водятся благородный олень, косуля, кабан, в исторические времена, вероятно встречались лось и зубр. Численность бурого медведя подвержена большим колебаниям. В Карпатах существованию этого вида угрожает опасность. Нередко мышкует в буковых лесах лисица. Встречается волк, но он не приурочен к определённому типу леса. Характерна для буковых лесов дикая кошка, но она нигде не многочисленна; рысь только заходит в них. Нередок в буковых лесах заяц-русак, но лесным животным его назвать нельзя. Изредка встречаются лесная куница, хорёк, горностай и ласка; более обыкновенен барсук. В буковых лесах обыкновенны белка, сони полчок, лесная и орешковая.
Дятлы, синицы, клинтухи:153—154, совы:156, поползни:183, горихвостки:199 устраивают гнёзда в дуплах; другие птицы вьют гнёзда на деревьях; селятся в дуплах также летучие мыши (ночницы, вечерницы и другие):89—91. Белка селится в дуплах деревьев или шарообразных гнёздах, но может использовать в качестве жилища гнёзда птиц:92—94. Дупла буковых деревьев используют для своего жилища соня-полчок, лесная соня, хотя они могут селиться в норах:95—97 или в шарообразных гнёздах, устраиваемых над землёй среди веток:218. Пеночки, лесные коньки:182 строят свои гнёзда на земле, что свидетельствует о вторичности их приспособлений к жизни в лесу:129.
Из пресмыкающихся наиболее обычны прыткая и живородящая ящерицы, веретеница, из змей — медянка, в Карпатах — эскулапова змея. Из хвостатых земноводных для буковых лесов характерна огненная саламандра. Лягушки представлены наряду с обычными, широко распространёнными видами характерной для буковых лесов прыткой лягушкой. В незначительных количествах попадается обыкновенная квакша, обитает обыкновенная жаба, поднимаясь до криволесья, в водоёмах с ключевой водой местами во множестве встречается желтобрюхая жерлянка.
В лесной подстилке букового леса находят подходящие условия для существования многие виды насекомых, а также ногохвостки, панцирные клещи, многоножки и другие, рачки из отряда равноногих, нематоды и множество брюхоногих моллюсков. В буковых лесах Баварии насчитывается от 155 до 160 видов наземных брюхоногих моллюсков:202. Кроме того, в буковом лесу обитает множество бабочек и жуков, всего до 5000 видов насекомых. Эндемиками буковых лесов Крыма являются долгоносик Urometopus rufifrons и скосарь Otiorhynchus atronitens:126.
Из муравьёв в буковом лесу обычны Aphaenogaster subterranea, стенамма Вествуда, Myrmecina graminicola, Ponera coarctata и дендробионты Lasius emarginatus, пахучий муравей-древоточец, Dolichoderus quadripunctatus:108.
В результате вмешательства человека и его хозяйственной деятельности многие животные, обитавшие ранее в буковых лесах, исчезли, а численность других значительно сократилась. Так, в Суаньском лесу недалеко от Брюсселя, состоящем в настоящее время на 80 % из бука европейского и на 10 % из дуба черешчатого, ещё до 1815 года исчезли зубр, лось, благородный олень, рысь, кабан, косуля, бурый медведь, волк, а барсук, выдра, куница и заяц исчезли совсем недавно. Ещё больше исчезло насекомых. Сегодня из наиболее крупных млекопитающих в этом лесу обитает один олень, вновь появившийся недавно. К исчезновению этих животных привели высокая степень урбанизации, фрагментация участков леса автомобильными и железными дорогами, отсутствие в лесу старых деревьев и подроста, необходимого для их укрытия. Предпринятые меры по охране этих лесов привели к тому, что с начала 2007 года ситуация стала улучшаться. В Суаньском лесу живут не менее 14 видов летучих мышей, некоторые из которых находятся под угрозой исчезновения. Здесь было насчитано 38 видов жуков (в том числе жук-олень и бельгийский эндемик Carabus auronitens var. putzeysi) и 137 видов пауков. Наблюдалось 16 различных видов муравьёв и такие виды пчёл, как медоносная пчела.
Вырубка лесов и изменение природных ландшафтов привели также к тому, что некоторые степные животные проникли в лесную полосу, например, заяц-русак и полевая мышь.

## Пищевые цепи
| |
| |
| Вверху: ложногусеница большого букового пилильщика; внизу: альпийский усач на стволе бука, Нойффен, Германия |

Буковыми орешками кормятся мыши, белки, сони, барсуки, кабаны, птицы; они входят также в рацион питания косуль. Листья служат пищей многочисленным насекомым, а также некоторым копытным и грызунам. Травоядные животные находят в буковом лесу в качестве корма также и травянистую растительность. Во многих местностях буковые леса издавна используются населением для выпаса домашнего скота. В отличие от лесов других типов, в буковом лесу, имеющем небольшой подлесок и травяной ярус, а значит, незначительное количество ягод, фруктов, травянистой растительности, птицы и млекопитающие находят мало растительной пищи. Зато в нём хорошо развита листовая подстилка, создающая условия для развития многочисленных беспозвоночных, служащих пищей земноводным, млекопитающим и некоторым птицам, например, дроздам:130. Большое значение в питании животных имеют произрастающие в буковом лесу грибы. Они служат питательным субстратом для личинок грибных комариков, а также являются важным кормовым ресурсом для тетеревиных, полёвок, белок, оленей. Многие насекомые, а иногда и белки питаются, кроме шляпочных грибов, трутовиками:74—76.
Зимой в буковом лесу для многих птиц находится достаточно корма и позволяет им не совершать перелёты на юг. Покоящиеся стадии насекомых и паукообразных служат пищей для синиц, поползней и пищух; семена растений — для синиц, дятлов; птицы и грызуны — для ястребов-тетеревятников и сов:132—133.
В Центральной Европе от 170 до 180 видов насекомых и паукообразных питаются исключительно буком европейским:202. Кроме того, некоторые виды насекомых питаются буком наряду с другими растениями. В Германии на буке насчитано 275 видов растительноядных насекомых и паукообразных, хотя эта цифра в последнее время считается завышенной. Среди них клещи (лат. Eriophyidae, лат. Acarina), жуки, галлицы, двукрылые, клопы, равнокрылые, тли, белокрылки, червецы, пилильщики, перепончатокрылые, чешуекрылые, трипсы, прямокрылые:202.
Листьями бука питаются гусеницы бабочки-мокрицы (Apoda limacodes), бабочки-ослика:42, буковой серпокрылки (нем. Watsonalla cultraria):353, медведицы Геры:323, сливового коконопряда:356. Существует мнение, что на буке не развиваются гусеницы ни одного из видов дневных бабочек и бабочек-бражников. Но и среди замеченных на буке гусениц крупных бабочек нет ни одного вида, питающегося исключительно буком европейским. Даже виды, классически считающиеся видами букового леса, такие как павлиноглазка рыжая, и виды, в названии которых используется бук, такие как вилохвост буковый, многоядны.
Листьями бука питаются ложногусеницы большого букового пилильщика (Cimbex fagi):428.
Фауна буковых лесов Центральной Европы бедна видами жужелиц (34 вида). Жужелицы чаще встречаются в горах, чем на равнинах. Но и там их местообитания тесно не связаны с буком. Например, плутающая жужелица и другие виды теплолюбивых жужелиц встречаются также в дубовых лесах:206.
Личинки усача-кожевника, различных видов рагия:26—27, клитов, других видов усачей, краснокрыла Келера:39, оленька обыкновенного, сверлильщика лиственного (Hylecoetus dermestoides):26—27, древесинника дубового:100 и многих других жуков питаются древесиной ослабленных и отмирающих буковых деревьев. Они дополняют разрушение погибающих деревьев и не относятся к вредителям леса, но некоторые могут повреждать древесину бука в процессе лесозаготовки. Личинки альпийского усача проделывают ходы в старых стволах на границе здоровой и поражённой гнилью древесины. Этот вид жуков на Украине заселяет преимущественно буковые леса Закарпатья и Крыма:33:126. Среди замеченных на буке ксилобионтов также нет ни одного монофага:205. Если личинки жуков могут питаться как древесиной бука и других деревьев, так и другими частями растений, то взрослым жукам свойственно питание только зелёными частями растений. Наряду с грибами и микробами, разрушающими мёртвую древесину, жуки ускоряют её разрушение, не только непосредственно используя её для питания, но и облегчая, а иногда и обуславливая поселение дереворазрушающих грибов в древесине:434—436.
Обитающие в буковом лесу моллюски питаются как гифами грибов, так и зелёными частями растений:568—569.
Обильная и разнообразная живущая за счёт дерева фауна, обуславливает развитие разнообразной фауны хищников и паразитов, существующей за счёт первой. Наносящие вред буку личинки жуков-короедов и заболонников составляют рацион дятлов и синиц, а также хищных жуков из родов Pteromalus, Eurytoma, Carpophilus, Bracon, Spathius, Dendrosoter protuberans, Nemozoma elongatum, Laemophloeus monilis, трипсов Megathrips latwentris. Дятлы, пищухи, поползни, синицы, дрозды, пеночки и другие птицы уничтожают множество вредных насекомых в лесу, причём вредные насекомые истребляются птицами в большем количестве, чем полезные. Большое количество насекомых во всех стадиях развития уничтожается также летучими мышами, мышевидными грызунами, сонями, барсуками, лисицами, куницами, медведями и другими. Наряду с птицами и млекопитающими, насекомые истребляются земноводными и пресмыкающимися. Звери и птицы уничтожают мышевидных грызунов, являющихся серьёзными вредителями леса.
Основной пищей сони-полчка, внешне напоминающей белку, являются буковые орешки, жёлуди, лесные и грецкие орехи, семена и мякоть сладких плодов. Соня-полчок делает запасы буковых орешков, зарывая их в землю, чем способствует распространению бука. В случае неурожая буковых орехов может наносить вред садам. Кроме сони-полчка, семена бука распространяют сойки, млекопитающие семейства Мышиные (желтогорлая и лесная мыши, рыжая полёвка) и белка обыкновенная. Они также делают запасы, часть из которых остаётся неиспользованной, а также теряют орешки бука по дороге к кладовым:201. На самое большое расстояние разносят семена бука птицы семейства врановых: дальность разноса составляет 100—450 м.
Цветки бука дают пыльцу-обножку медоносным пчёлам.

## Леса из бука восточного
Леса из бука восточного относятся к классу Querco-Fagetea и порядку Fagetalia orientalis. В них, кроме листопадных, в подлеске присутствуют вечнозелёные виды: лавровишня, иглица понтийская, иглица подъязычная, иглица колхидская, иглица гирканская, волчеягодник понтийский, падуб колхидский, самшит вечнозелёный, черника кавказская, жимолость каприфоль, эпигея гаультериевидная, эпимедиум опушённый, диоскорея кавказская, обвойник греческий и другие. Они относятся к союзу Lauroceraso-Fagion, названному по основному растению кустарникового яруса лавровишне (лат. Prunus laurocerasus). В этих лесах встречаются также представители тропических семейств Эбеновые, Тутовые, Гамамелисовые, Ореховые, Падубовые. В буковых лесах Кавказа обильно представлены зимнезелёные гемикриптофиты и хамефиты:411—412.
И. Бондич и В. Мишич, изучив морфологические признаки бука, произрастающего на Балканах, пришли к выводу, что бук восточный произрастает там только по побережью Чёрного моря и в нижнем поясе гор, до высоты 650 м над уровнем моря, в условиях достаточной влажности. С удалением от берега моря, уменьшением влажности и одновременно уменьшением температуры воздуха бук восточный сменяется буком крымским. Дальнейшие исследования показали, что и на Кавказе бук восточный растёт только по берегу Чёрного моря от Сочи до Батуми, то есть в Колхидских лесах, а также по берегу Каспийского моря в Ленкорани и у подножия Талышских гор. Выше, в горах, и с удалением от морских побережий, растут леса из бука крымского. Но в более поздних исследованиях Зернова А. С. бук восточный указывается для всех районов Северо-Западного Кавказа, кроме степного Таманского района:219. Бук восточный указывается и для Кавказского биосферного заповедника, расположенного на территории Краснодарского края, Адыгеи и Карачаево-Черкесии. Там буковые леса нередко покрывают все склоны, начиная от подножий и до верхней границы леса, от 500 (600) до 1500 (1800) м над уровнем моря, а выше в с смеси с пихтой. На верхней границе леса он образует буковое криволесье. По существующей издавна точке зрения на Кавказе растёт только бук восточный, занимая там обширные территории от побережья Чёрного моря до верхней границы леса, обычно в средних и верхних горных поясах, образуя там как чистые буковые леса, так и дубово-буковые, буково-пихтовые и буково-еловые. По мнению П. Д. Ярошенко, за последние 150—200 лет климат на Кавказе стал более континентальным. Это является следствием массовой вырубки лесов в Восточном Закавказье. Результатом этого изменения климата стало снижение верхней границы буковых лесов, так как от сухости воздуха летом массово погибают всходы бука.
В древостое бучин на Северном Кавказе присутствуют граб восточный, в Дагестане — клён Траутфуттера и некоторые виды берёз. Леса из бука восточного на Кавказе характеризуются присутствием в их древостое каштана европейского, в них присутствуют лианы: плющ колхидский и сассапариль. Выше полосы распространения каштана на Северо-Западном Кавказе тянется полоса чистых буковых и буково-пихтовых лесов, среди них встречаются в незначительном количестве темнохвойные леса из пихты Нордмана, отдельными вкраплениями грабовые и дубовые леса:30.
Наиболее распространённым типом бучин на Кавказе является Fagetum nudum. В этом типе бучин бук развивает очень мощную корневую систему. Корни бука срастаются между собой и образуют на небольшой глубине сплошной горизонт, иссушающий верхний слой почвы. Можно выделить мелкотравную, ежевичную, папоротниковую бучину, азалиевую с подлеском из рододендрона жёлтого, черничную с подлеском из черники кавказской, злаковую, или овсяничную бучину из овсяницы горной и бучину с вечнозелёным подлеском:30. В мелкотравных бучинах доминируют в зависимости от условий ясменник пахучий, подлесник европейский, пахифрагма крупнолистная, трахистемон восточный, кислица. Для влажных районов Армении характерен высокотравный буковый лес, распространённый в от 1200 до 1700 м над уровнем моря, характеризующийся большой влажностью почвы с доминированием в травяном покрове ясменника пахучего, двулепестника парижского и других трав. При меньшей полноте древостоя развивается широколистное разнотравье, достигающее 1 м высоты. В буковом криволесье подлесок составляет рододендрон кавказский. На Талышском хребте распространены бучины с подлеском из данаи и стелющимся по земле плющом Пастухова, встречаются также падубовые бучины с подлеском из падуба гирканского до 3 м высотой:417—421. Весной здесь цветут эфемероиды: различные виды гусиного лука, пролесок (сибирская, двулистная и другие:30), подснежников (альпийский, Воронова и другие:30), зубянок, медвежий лук, цикламен абхазский и кавказский, дороникум восточный, птицемлечник Воронова, аронники итальянский и восточный, кандык кавказский:30.
Леса из бука восточного встречаются также в Анатолии, в горах Аманус, где выпадает достаточное количество осадков и существует пояс облаков:80.

## Леса из бука крымского
Существуют разные мнения как об отнесении бука крымского к особому виду или подвиду бука европейского, так и об отнесении буковых лесов Крыма к тому или иному типу. В. И. Липский, А. Н. Криштофович (1908 г.):310 и многие другие ботаники признавали существование в Крыму только бука европейского. Позднее его причислили к буку восточному:310. Е. В. Вульф считал, что в Крыму встречается как бук европейский, так и восточный, а также переходные формы между ними; Палибин И. В. — что в западной части Крыма растёт бук европейский, а в восточной — бук восточный. Поплавская Г. И. выделила весь бук, растущий в Крыму, в особый вид — бук крымский — и рассматривала его как гибрид между буком европейским и буком восточным. И по современным данным, бук в Крыму по морфологическим признакам листьев (числу жилок, соотношению длины и ширины) занимает промежуточное положение между буком восточным и буком европейским и идентичен буку, произрастающему на Балканах. Буковые леса Крыма, как им аналогичные леса Балкан, относятся к классу Querco-Fagetea, порядку Fagetalia sylvaticae и на Балканах выделены в особый союз Fagion illyricum:63—68.
Леса из бука крымского по своей структуре и флористическому составу более близки к лесам из бука европейского, чем к лесам из бука восточного. В Крыму они образуют верхний пояс растительности: на южном макросклоне формируют неширокую, часто прерывистую полосу на высоте по одним данным от 800 до 1300 м над уровнем моря, по другим — 1000—1300 м над уровнем моря:415, по третьим — с высоты 800—900 м над уровнем моря:196; на северном — от 600 до 1300 м над уровнем моря, по другим — 400—500 м над уровнем моря:415. Повсюду они растут на скатах северных экспозиций, во влажных ущельях, местах наиболее благоприятных для произрастания бука. Типы буковых лесов здесь разнообразны, почвы — бурые лесные. Бук крымский в Крыму также образует смешанные леса с сосной крымской и обыкновенной, клёном, грабом, бересклетом:305:69—70. Наблюдается тенденция перехода смешанных буково-сосновых лесов к буковым:69—70, а также расширение территории, занятой лесами из бука крымского. Это объясняется большой теневыносливостью бука и созданием им мощного фитогенного поля:203—204. В верхней части букового пояса единично встречаются старые тисовые деревья. Бук у границы с Яйлой отличается кустистым ростом, с 2—15 стволами, часто искривлёнными и загнутыми в виде кольца. На границе буковых лесов и горных лугов растут заросли стелющегося можжевельника обыкновенного и казацкого. По-видимому, они появились на месте бывших лесов:187. На северном склоне Крымских гор встречается моховый буковый лес, растущий на бедной щебнистой почве. Бук корявый, а почва покрыта почти сплошным моховым покровом, отсутствующим во всех других буковых ассоциациях. Из эфемероидов наиболее характерным растением является зубянка пятилистная.
Буковые леса на южном берегу Крыма растут в сообществе с красноствольной сосной, разновидностью сосны обыкновенной Pinus sylvestris var. hamata Steven. Среди кустарников встречаются как мезофиты, так и ксерофиты, а среди травянистого яруса, кроме обычных растений буковых лесов, — ряд опушечных видов и сорняков. Сам бук на южном берегу меньше по высоте, чем на северном склоне:197.
Леса из бука крымского произрастают также в Подолии в виде островов на наиболее возвышенных участках, подвергающихся воздействию влажных западных ветров, и носят реликтовый характер; а также в Бессарабии и Добрудже. Эти места по своим условиям близки к пределу экологического ареала бука. Подольские бучины отличаются от карпатских отсутствием горных видов, таких как купена мутовчатая, апозерис лат. Aposeris foetida. Зато в них присутствует вечнозелёный кустарничек бересклет карликовый. Бессарабские бучины характеризуются ещё большей бедностью горными видами и большим присутствием теплолюбивых видов, таких как рябина глоговина, боярышник однопестичный, кизил обыкновенный, клекачка перистая:139.
Некоторые ботаники относят произрастающий в Молдавских Кодрах бук к буку крымскому:416—417.

## Буковые леса в других частях света
В Северной Америке в районе Великих озёр встречаются как чистые буковые леса из бука крупнолистного, так и леса из бука и клёна сахарного с примесью берёзы аллеганской, липы американской, канадской тсуги и тюльпанного дерева. Они соответствуют буковым лесам Центральной Европы. Тсуга канадская играет в них ту же роль, что и пихта белая в Европе:227—232. На теневой стороне Аппалачских гор растут кленово-буковые леса. Для них характерно большее видовое разнообразие древесных пород (более 40 видов), нежели в Европе, так как четвертичное оледенение не коснулось этого района. Здесь сохранились древние виды растений, исчезнувшие в Европе во время оледенения. В этих лесах растёт множество лиан: несколько видов винограда, виноградовника, девичий виноград, сассапариль. Некоторые лианы достигают довольно большого диаметра ствола. Например, диаметр ствола винограда лисьего — 50—60 см. Американские буковые леса менее тенисты, травяной покров в них более богатый. Он пышно разрастается весной и поздней осенью, а летом выражен слабо. К восточному побережью буковые леса сменяются дубовыми лесами, образованными разнообразными видами дуба, а к западу — дубово-гикориевыми.
В Восточной Азии буковые леса растут только в Корее и Японии в горах средней высоты. В Корее их образует бук городчатый, а в Японии бук многожилковатый — разновидность бука японского:229. Леса сохранились только небольшими участками, как, например, в заповеднике Сираками на острове Хонсю. Некоторые виды бука входят в состав широколиственных лесов Японии и Китая, образованных многочисленными древесными породами. Широколиственные леса Восточной Азии также не пострадали от оледенения и сохранили большее видовое разнообразие. В этих лесах встречаются как листопадные, так и вечнозелёные деревья, вечнозелёные кустарники, разнообразные лианы и эпифиты.
Буковыми лесами называют также леса Южной Америки, образованные некоторыми листопадными видами нотофагуса. Они распространены на самой южной оконечности Южной Америки.

## Буковый лес в культуре

### В названиях

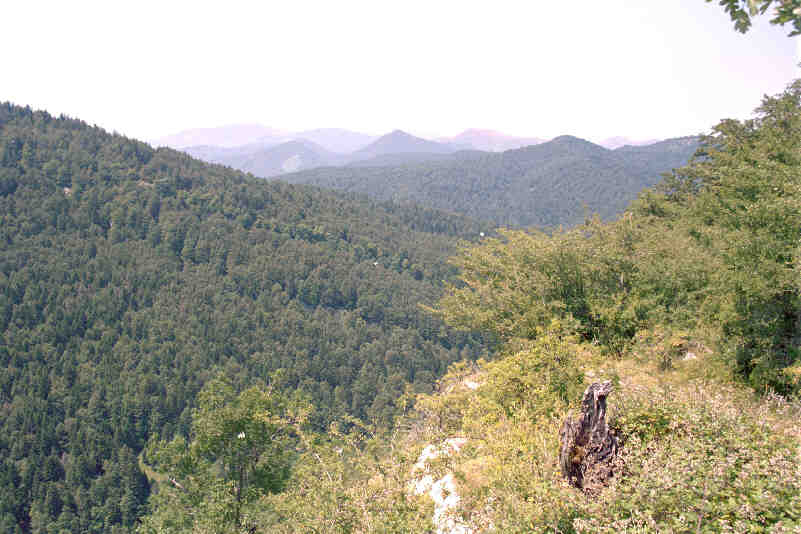
Лес Ирати

Название овечьего сыра Оссо-Ирати, производимого на юго-западе Франции, связано с буково-пихтовым лесом Ирати во Французской стране басков.
На территории Польши, Чехии и Словакии существует несколько населённых пунктов с названием Бучина, есть село Бучина и на территории Украины. Буковый лес в Германии Бухенвальд в дословном переводе нем. Buchenwald означает «буковый лес», в то время как «буковый лес» в немецком языке звучит как нем. Rotbuchenwald, что дословно можно перевести, как «лес из бука европейского». Один из синонимов букового леса дал название Буковине — исторической области в Восточной Европе.

### В сказаниях и легендах
- У британцев и северных европейских народов природные леса издавна считались священными, в священных рощах совершались религиозные обряды, в них каждое дерево было священным. Якоб Гримм на основании анализа тевтонских слов, обозначающих «храм», пришёл к заключению, что первыми святилищами у древних германцев были естественные леса[89]. Возможно, по этой причине в середине XIX века возник обычай совершать религиозные службы в буковом лесу, так называемом «Буковом зале» (нем. Heilige Hallen), Бад-Кёзена. Некоторые из них были запечатлены в картинах художников, а позднее на фотографиях. В Германии существует ещё несколько буковых лесов с таким же названием[90]:43, один из них является резерватом природы, Хайлиге Халлен (нем. Heilige Hallen).
- В Швеции на острове Эланд, в природном резервате «Тролльскоген» на участке в 500 м шириной и 2000 м длиной растут буки извилистой формы. Этот лес называют «Лесом троллей», сами деревья — «тролли-буками». Есть сведения, что эти буки выросли в то время, когда Швеция принадлежала Дании, то есть в начале XVII века или даже раньше. Множество легенд связано с «тролли-буками». По одной из них, тролли, появившись в этом месте, закрутили деревья для потехи или от глупости. А почему на такой маленькой территории? Очень просто. Они быстро устали и вернулись в горы на север[91].
- Существует легенда о лесе Хайедо-де-Монтего в Испании, в которой говорится, что этот лес населён эльфами и феями, заманивающими посетителей леса своим сладким и нежным пением в норы, где превращают их в ящериц, зайцев и других обитателей леса, усиливая тем самым его очарование[92].
- В словацкой сказке «Меткий стрелок» трое братьев, оказавшись в «буковой чащобе, где и птичке-невеличке не пробраться», сражаются с драконами и великанами. Из буковых веток они каждую ночь по очереди жгут костёр, а чтобы осмотреть окрестности, младший брат влезает на вершину самого высокого бука[93].

### В искусстве
Буковый лес под названием «Буковый зал» (нем. Buchenhalle) недалеко от Бад-Кёзена в Германии получил большую известность в искусстве. Этот лес использовали для романтического отдыха горожан, проведения богослужений, фестивалей и городских праздников. Выражение «Буковый зал» стало известно благодаря стихотворению Йозефа Эйхендорфа 1836 года нем. «Durch Feld und Buchenhallen». Композитором Юстусом Лирой (нем. Justus Wilhelm Lyra) на эти слова была написана музыка, и песня стала популярной среди студентов. Художники Адольф фон Менцель и Макс Либерман создали картины с изображением «Букового зала» в Бад-Кёзене.

#### В литературе
Буковому лесу посвятили стихи шведские поэты Альберт Ульрик Боот (швед. Albert Ulrik Bååth) (1853—1912) и Вильгельм Эклунд (1880—1949). Датский поэт Адам Готлоб Эленшлегер в поэме 1819 года восхваляет буковые леса Дании, называя их «залом богини Фрейи».
Александр Мазин в книге «Паника-Upgrade. Брат бога» описывает священную буковую рощу.

#### В изобразительном искусстве
Швейцарский художник Роберт Цюнд (1826—1909) написал картину «Буковый лес» (1887). Швейцарские буковые леса вдохновляли и русского художника И. И. Шишкина, написавшего несколько картин с названием «Буковый лес в Швейцарии», а также картину «Буковая роща» (1870). Им же созданы офорты «Буковый лес» в горах (1864), «Буковая роща» (1870). Известным русским художником Серовым был создан импрессионистический пейзаж «Буковая роща в окрестностях Мюнхена» (1885). Известна картина Густава Климта «Буковая роща» (1902).
|  |  |  |

|  |  |  |

## Комментарии
1. ↑  В статье даётся описание лесов из бука европейского, занимающих из буковых лесов в Европе и вообще в мире наибольшую площадь. По внешнему виду и экологии леса́ из бука восточного и бука европейского очень похожи.